# Arquitectura barroca novohispana

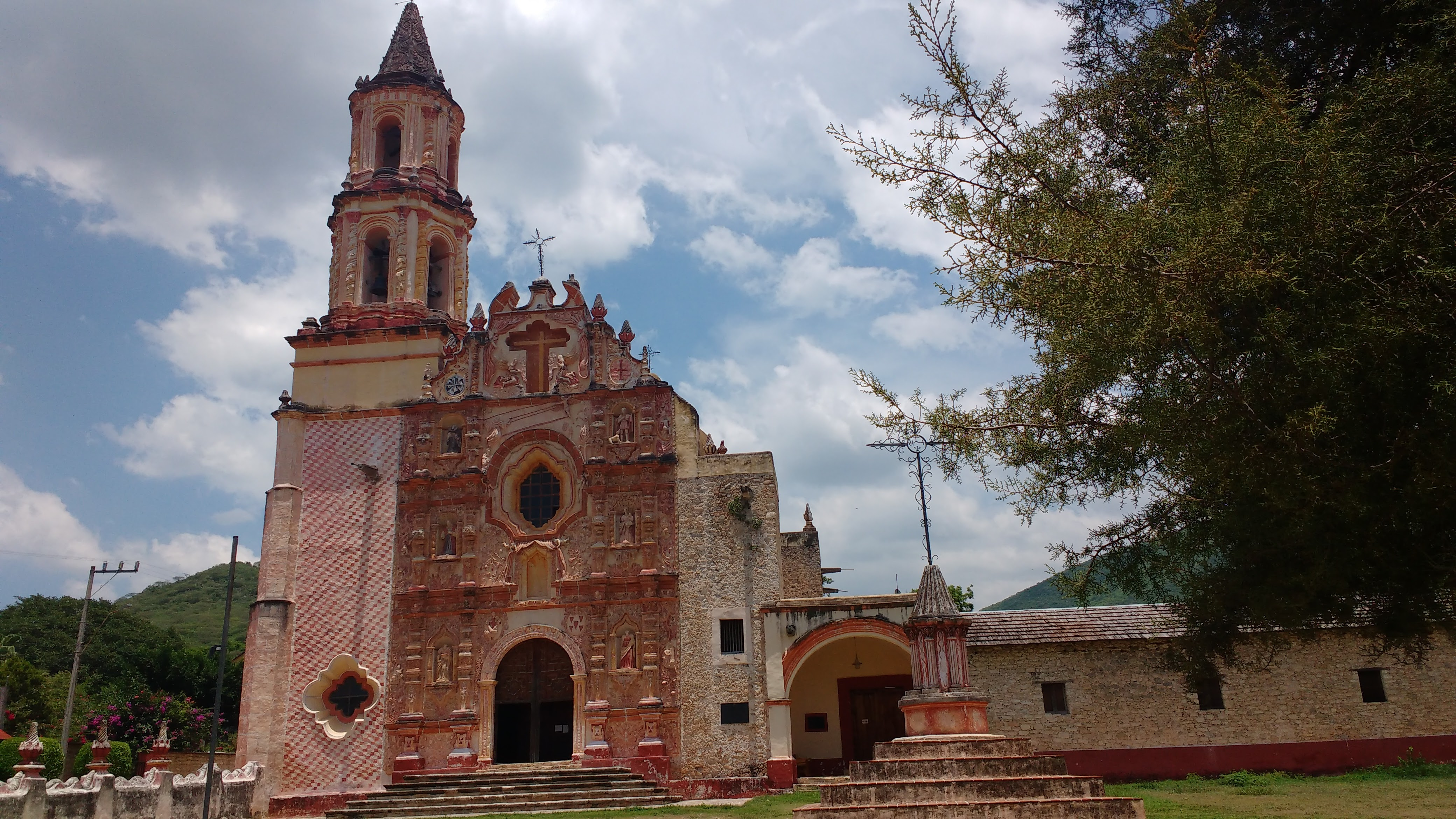
Templo franciscano de Tancoyol, Sierra Gorda de Querétaro, ejemplo de arquitectura barroca Novohispana en México.

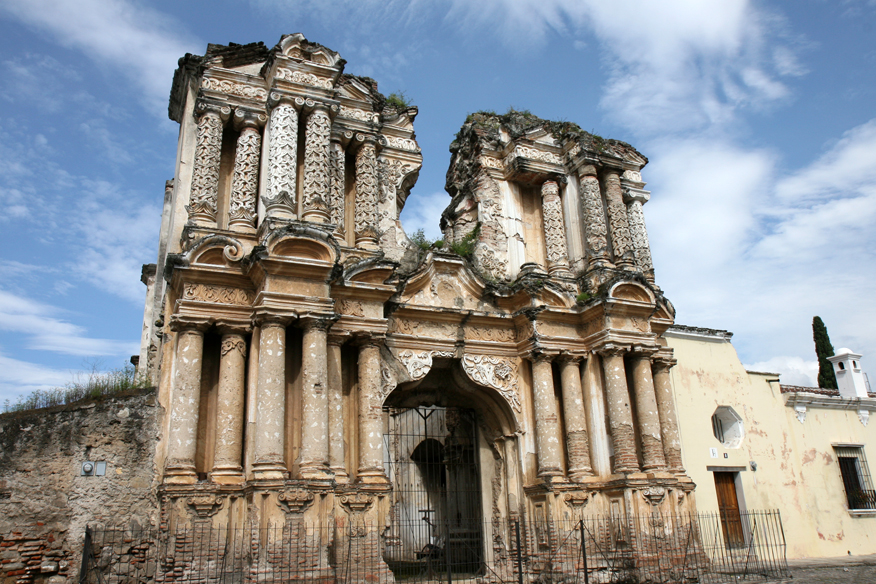
Ruinas de la iglesia del Camen en Antigua Guatemala, ejemplo de arquitectura barroca en Centroamérica.

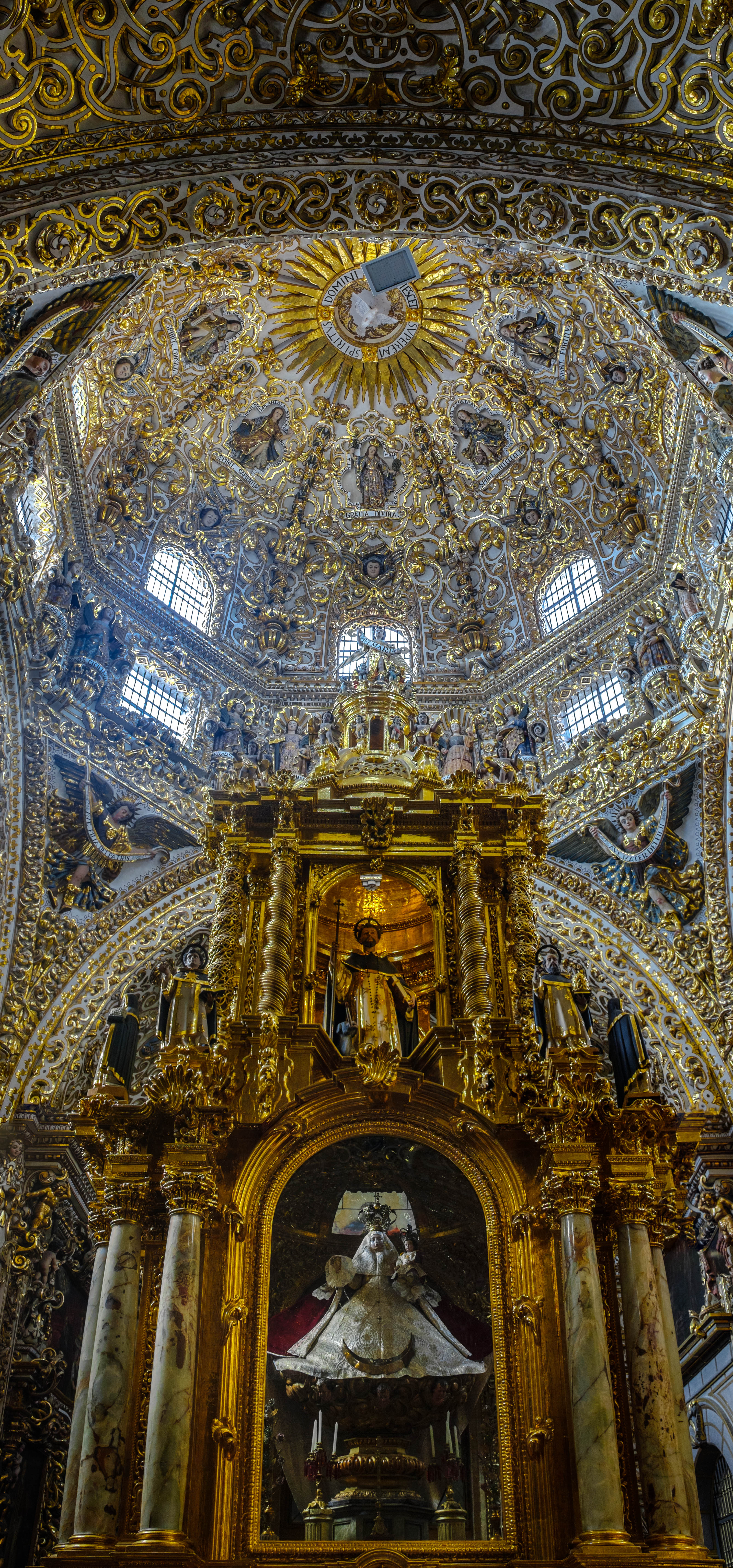
Capilla del Rosario (1650-1690) en la iglesia de Santo Domingo de Puebla

La arquitectura barroca novohispana corresponde a la arquitectura construida en el territorio del virreinato de Nueva España —actuales México, parte de EE. UU., Guatemala, Belice, Costa Rica, El Salvador, Honduras, Nicaragua, Cuba, República Dominicana, Puerto Rico, Trinidad y Tobago y Guadalupe— entre finales del siglo XVI y mediados del siglo XVIII, que estilísticamente puede asimilarse a la arquitectura barroca desarrollada en España. A veces se utiliza la expresión barroco colonial.
Proveniente de la palabra portuguesa barrueco,que significa impuro, abigarrado, extravagante, osado, el ejemplo más impactante del arte barroco novohispano se encuentra en la arquitectura religiosa, en la que los artesanos indígenas le dieron un carácter único, con una interpretación extremadamente expresiva del churrigueresco. Aún más que en su equivalente español, el barroco americano se desarrolló como un estilo de decoración del estuco. 

Obras destacadas
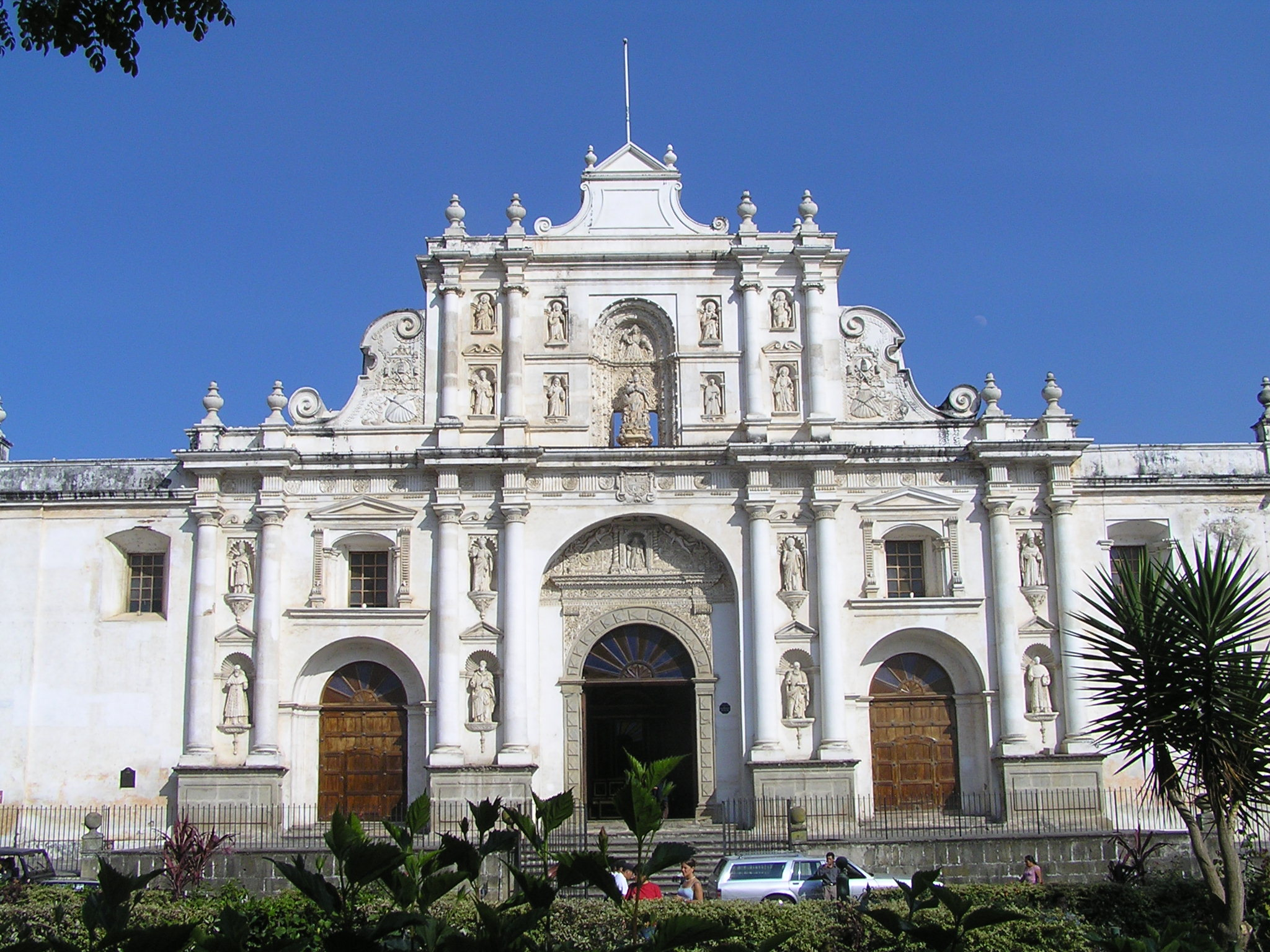
Catedral de San José, en Antigua Guatemala, obra del maestro Joseph de Porres, reparada varias veces tras sufrir los efectos de terremotos
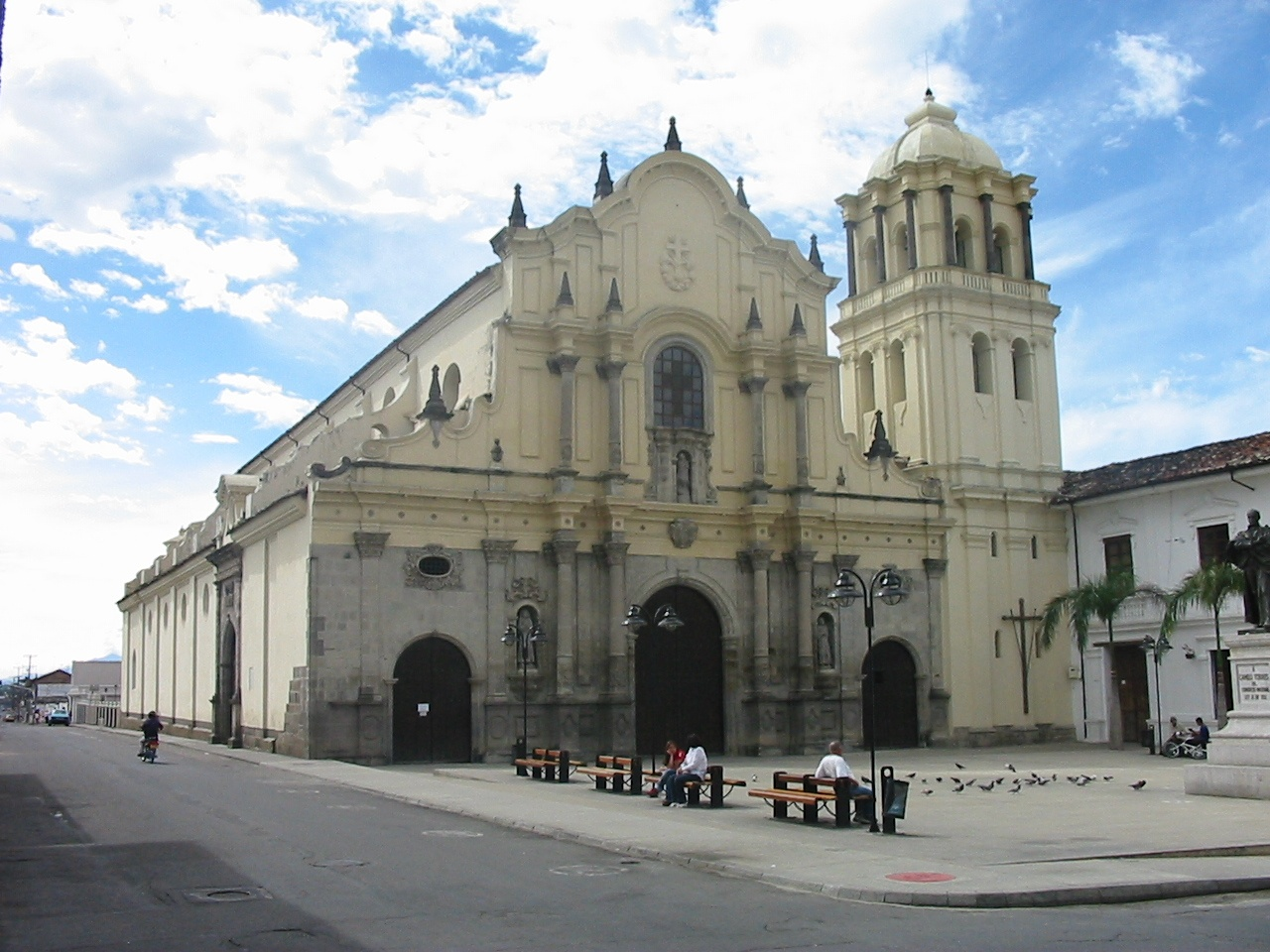
Iglesia de San Francisco en Popayán(Colombia)(1765-1788)
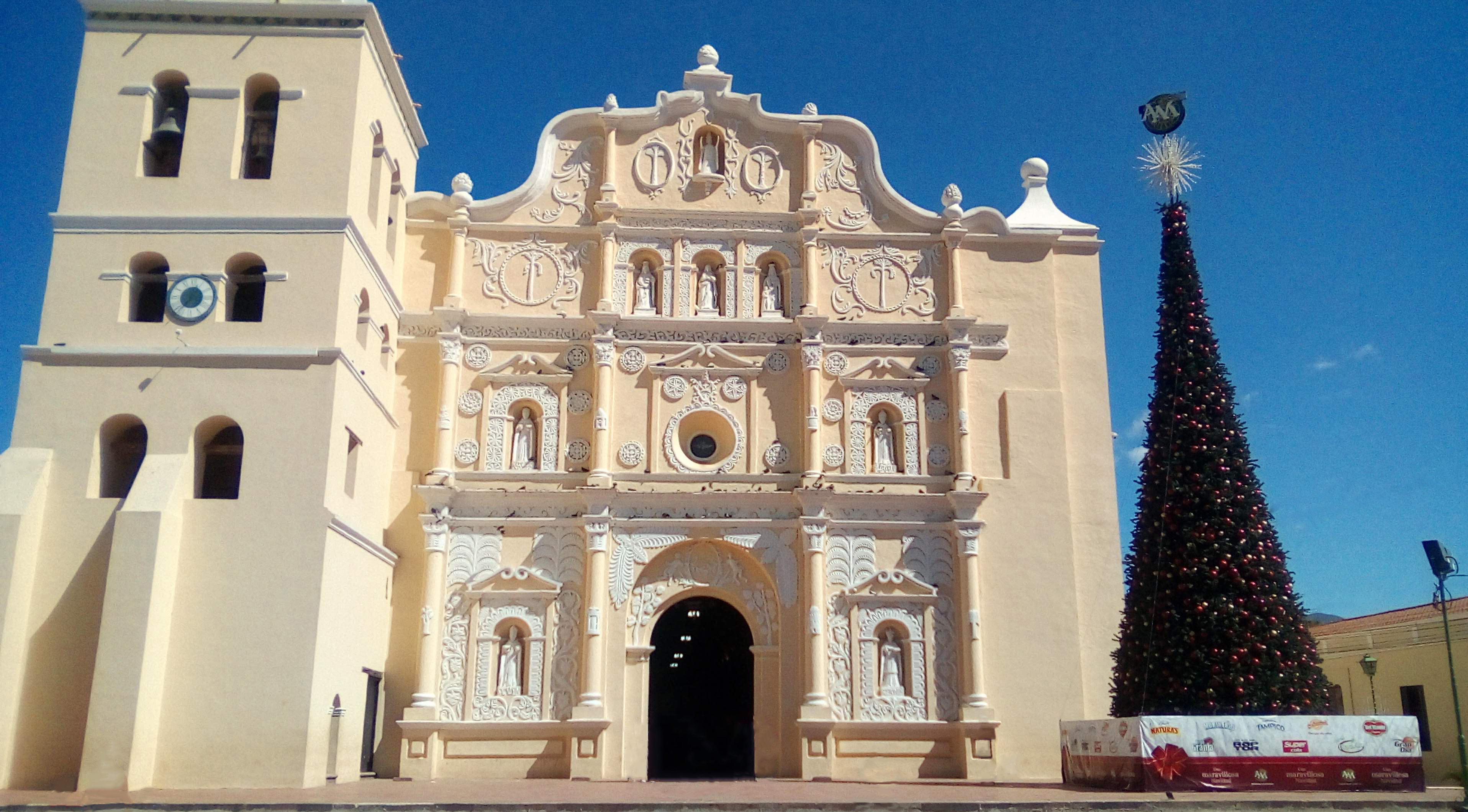
catedral de la Inmaculada Concepción  (3.ª fase, 1705-1711) en Comayagua (Honduras)
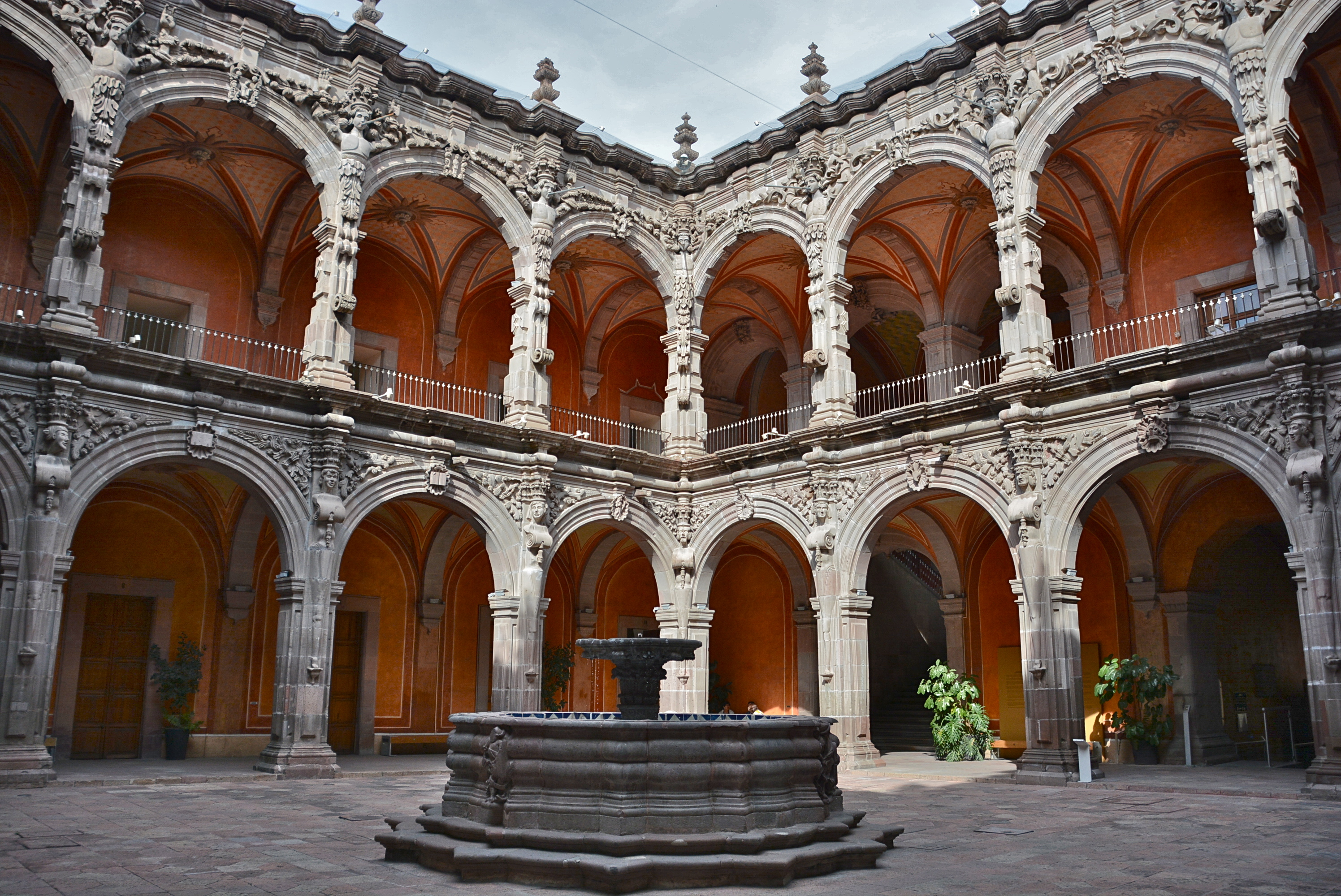
Templo y exconvento de San Agustín (1731-1745) en Querétaro, desde 1988 sede del Museo de Arte de Querétaro
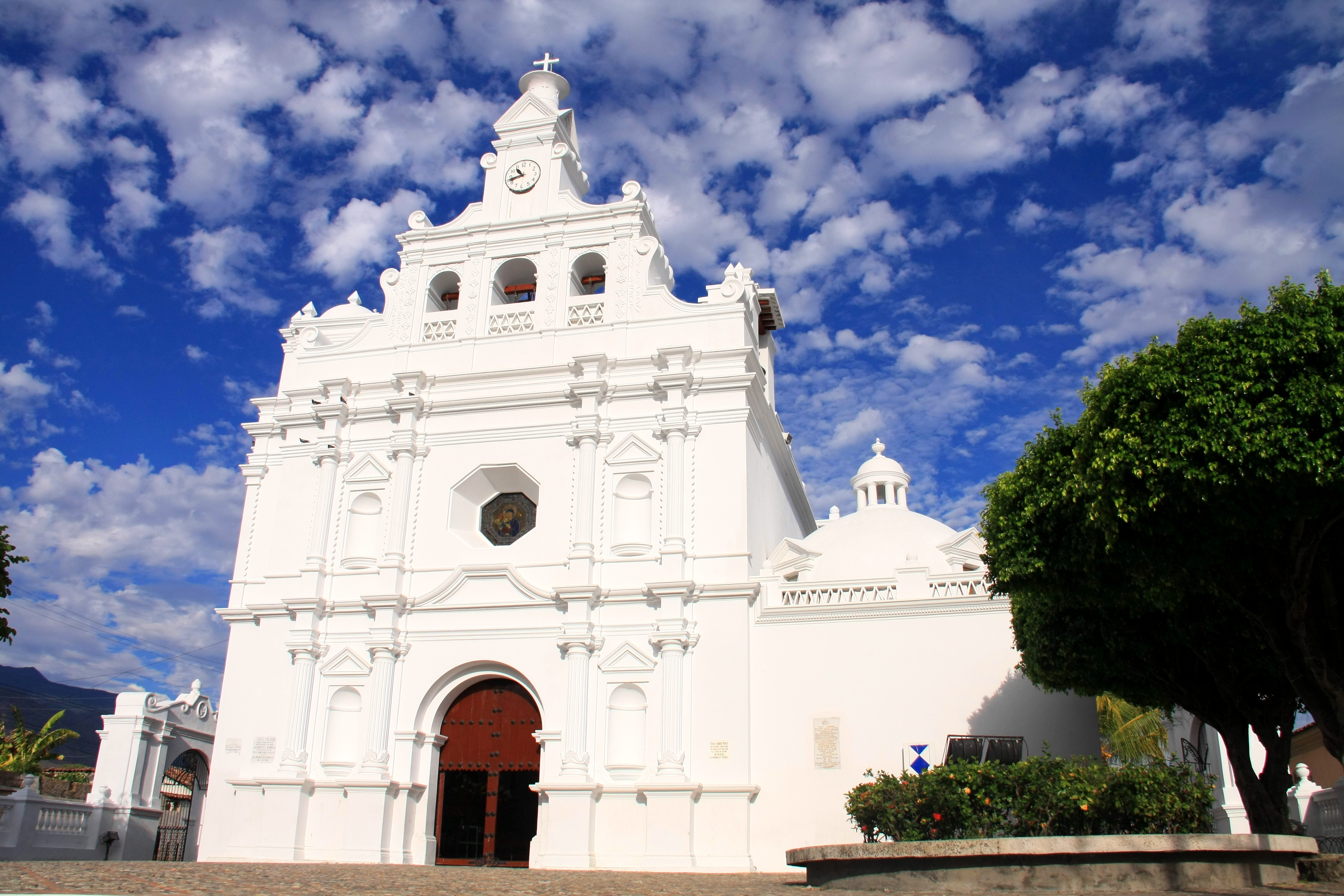
Iglesia de San Pedro Apóstol (1736-1743) de Metapan (El Salvador
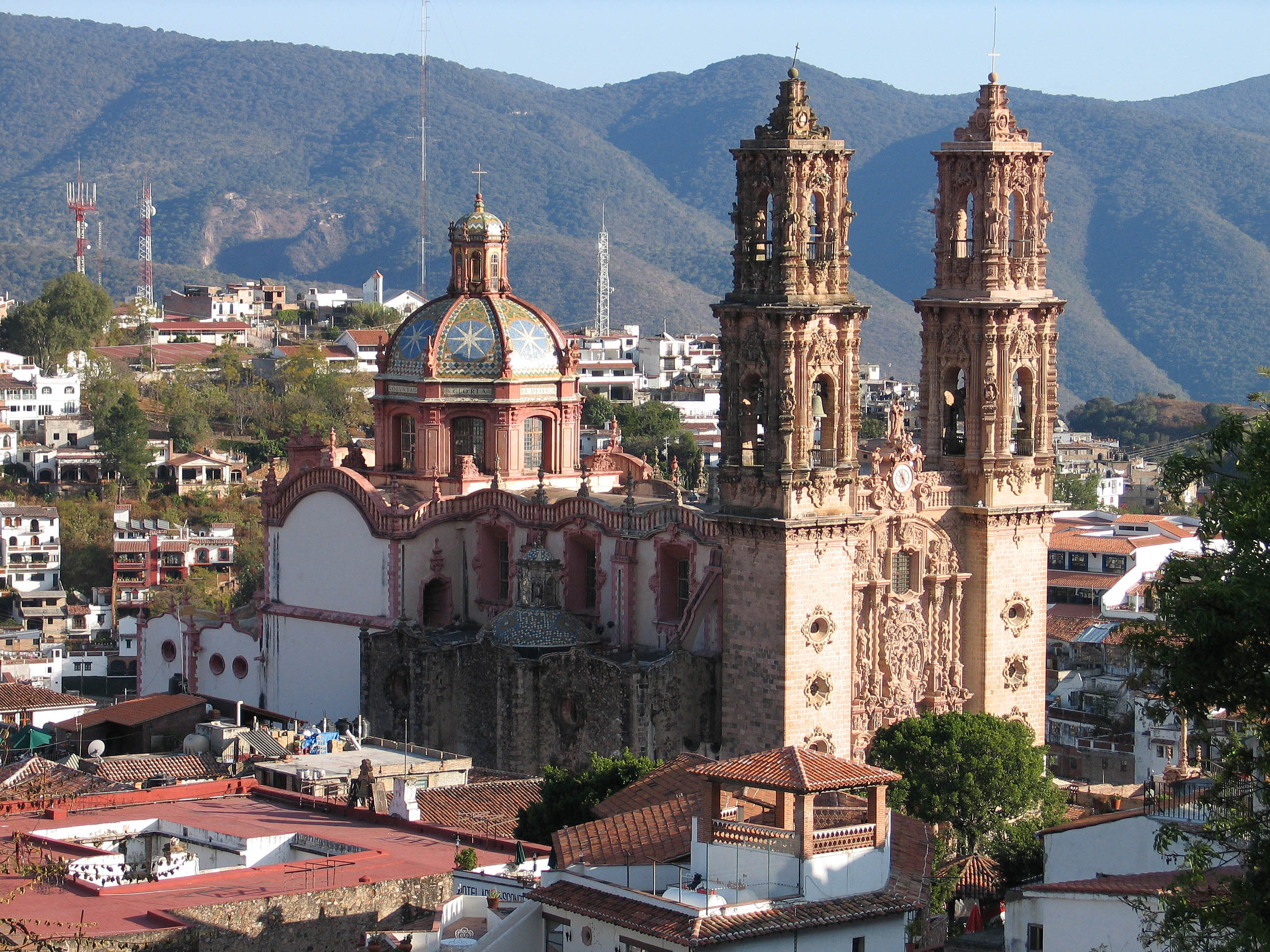
Iglesia de Santa Prisca (1751-1758) en Taxco, churrigueresco mexicano obra de los arquitectos españoles Diego Durán y Cayetano de Sigüenza.
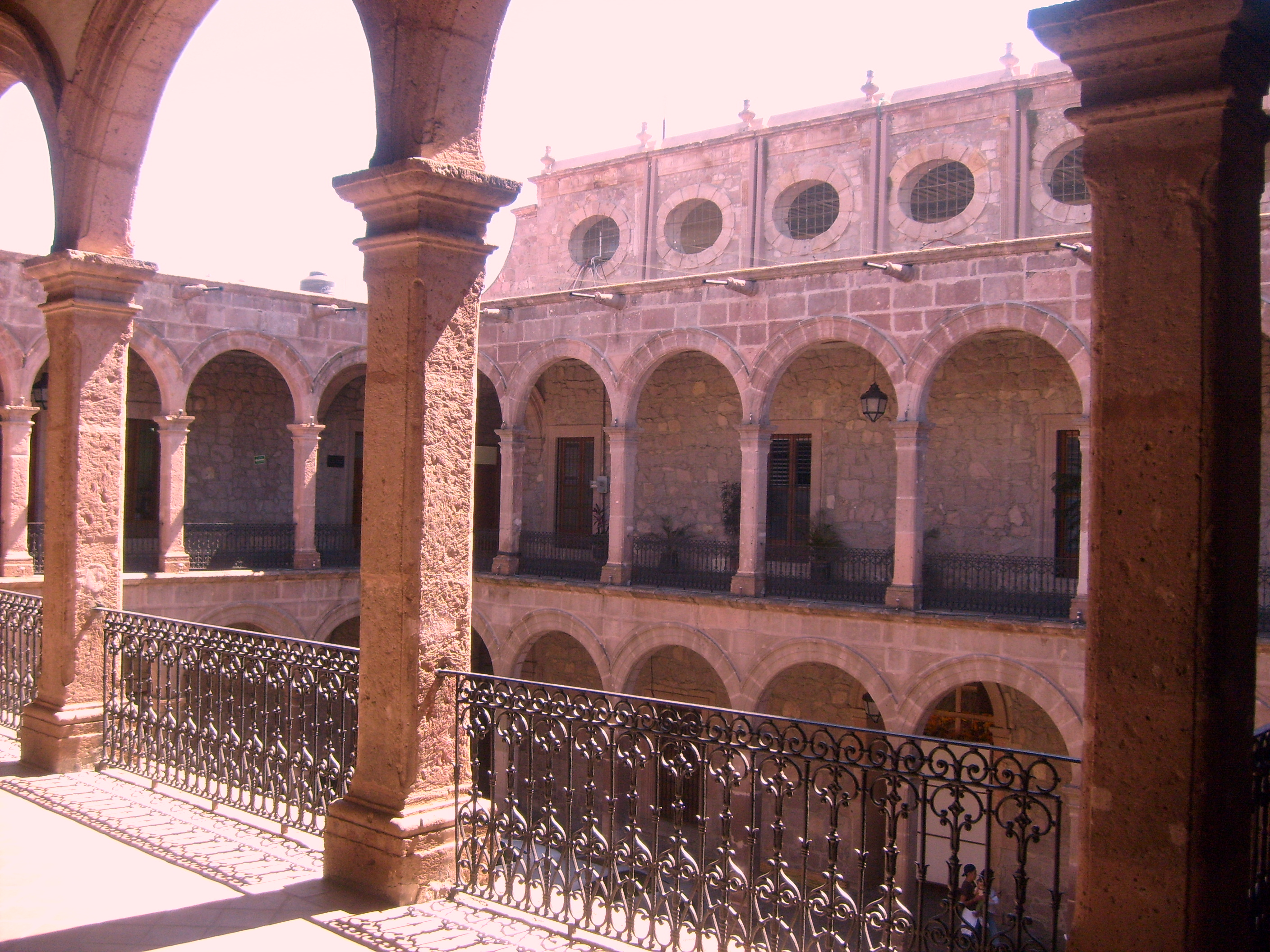
Patio central del palacio de Gobierno de Michoacán (1760-1770.)

## Barroco delsigloXVIII
El barroco llegó a la Nueva España de mano de algunos arquitectos españoles que realizaron trabajos en las principales ciudades virreinales, en especial en la Ciudad de México, y también de arquitectos novohispanos.

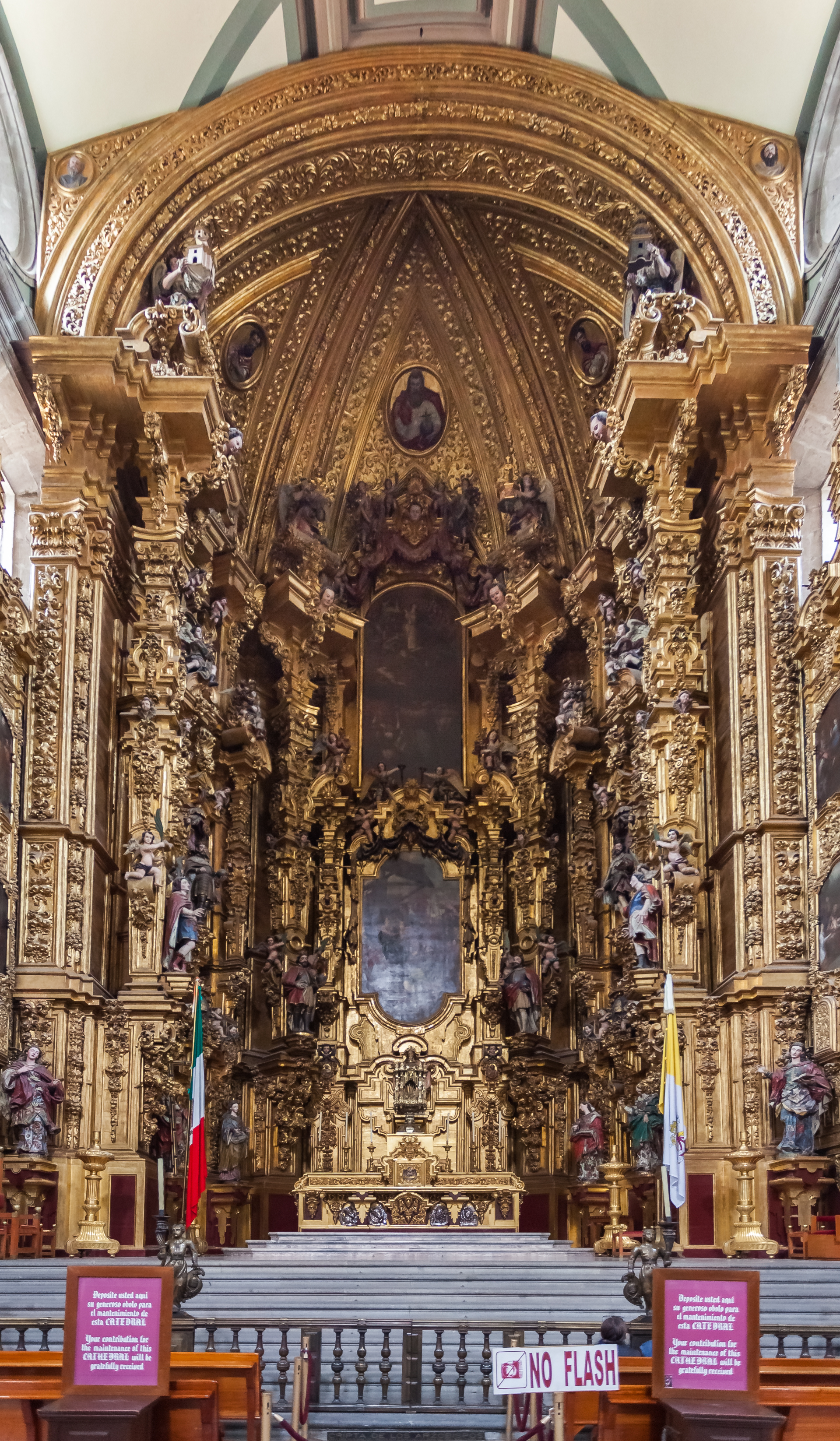
Retablo de los Reyes de la catedral Metropolitana de la Ciudad de México, obra maestra de Jerónimo de Balbás.

Jerónimo de Balbás (Zamora, ca. 1680 - Ciudad de México, 1748), que se había formado con José de Churriguera, llegó a la Nueva España y a partir de 1718 comenzó a trabajar en el retablo de los Reyes de la catedral Metropolitana de la Ciudad de México. Concluyó el trabajo en 1725 (aunque no fue dorado hasta 1735 y estrenado en 1737). La complejidad de esta pieza, realizada en madera de cedro blanco y ayacahuite pandorada, tiene su origen en su adecuación a la planta de la capilla. Mide 25 metros de altura, 13,75 m de ancho y 7,5 m de profundidad, debido a estas dimensiones es conocido como «la cueva dorada». Verticalmente se divide en tres calles separadas por estípites, con dos lienzos de Juan Rodríguez Juárez en la central y en las laterales varias hornacinas. Como remate de todo el conjunto, Balbás diseñó una media bóveda doble. Es la obra churrigueresca más antigua de México. Balbás también trabajó en el retablo de la capilla de la Orden Tercera (convento de San Francisco, 1732) y en los retablos de la misma catedral capitalina del altar mayor o Ciprés y del Perdón — acabado en pan de oro, y que representa el primer uso del estípite en las Américas, en el cual, las columnas representan el cuerpo humano— (terminados en 1736), y en la misma ciudad dirigió la construcción del Templo de San Fernando hasta su muerte en 1748.

### Lorenzo Rodríguez
Lorenzo Rodríguez (Guadix, 1704 - Ciudad de México, 1774) llegó a la Nueva España en 1731, donde trabajó como arquitecto, no sin antes acreditar sus conocimientos, adquiriendo el título de maestro del gremio de arquitectos en 1740. Se convertiría en Vehedor dentro del citado gremio. Su aprendiz más destacado fue el novohispano Francisco Antonio de Guerrero y Torres (Villa de Guadalupe, 1727 - Ciudad de México, 1792).
De la producción mexicana de Lorenzo Rodríguez en la Ciudad de México hay que destacar la fachada del antiguo colegio jesuita de San Ildefonso (1740), el Sagrario de la catedral Metropolitana de México (1749-1762), el palacio de los Condes de San Bartolomé de Xala (Venustiano Carranza), el palacio de los Marqueses del Valle de Oaxaca, sobre lo que fuera el palacio de Moctezuma (Tacuba, esquina con Isabel la Católica), el palacio de los Condes de Rábago (hoy sede de la Academia Mexicana de la Historia), la fachada del Antiguo Colegio de San Ildefonso (calle de San Ildefonso), la capilla de la Balvanera del templo de San Francisco, la capilla del Rosario de la iglesia de Santo Domingo (hoy desaparecida), el Hospital de Pobres y Convalecientes de Nuestra Señora de Belén (en la esquina de las calles Tacuba y Bolívar) y la fachada de la capilla del Colegio de las Vizcaínas.

Obras de Lorenzo Rodríguez
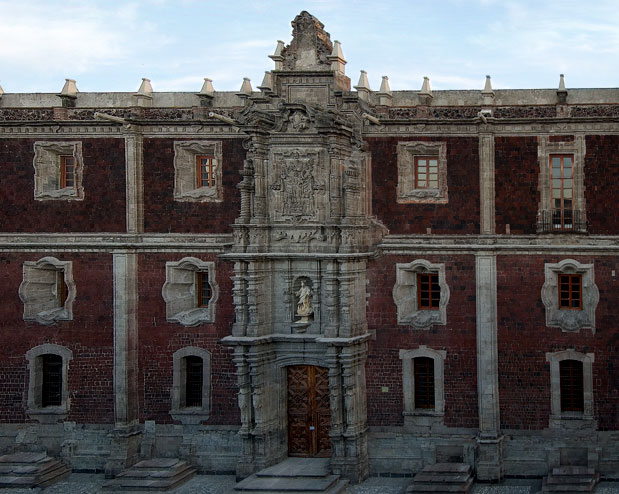
Fachada del Antiguo Colegio de San Ildefonso, hoy sede del Museo de la Luz
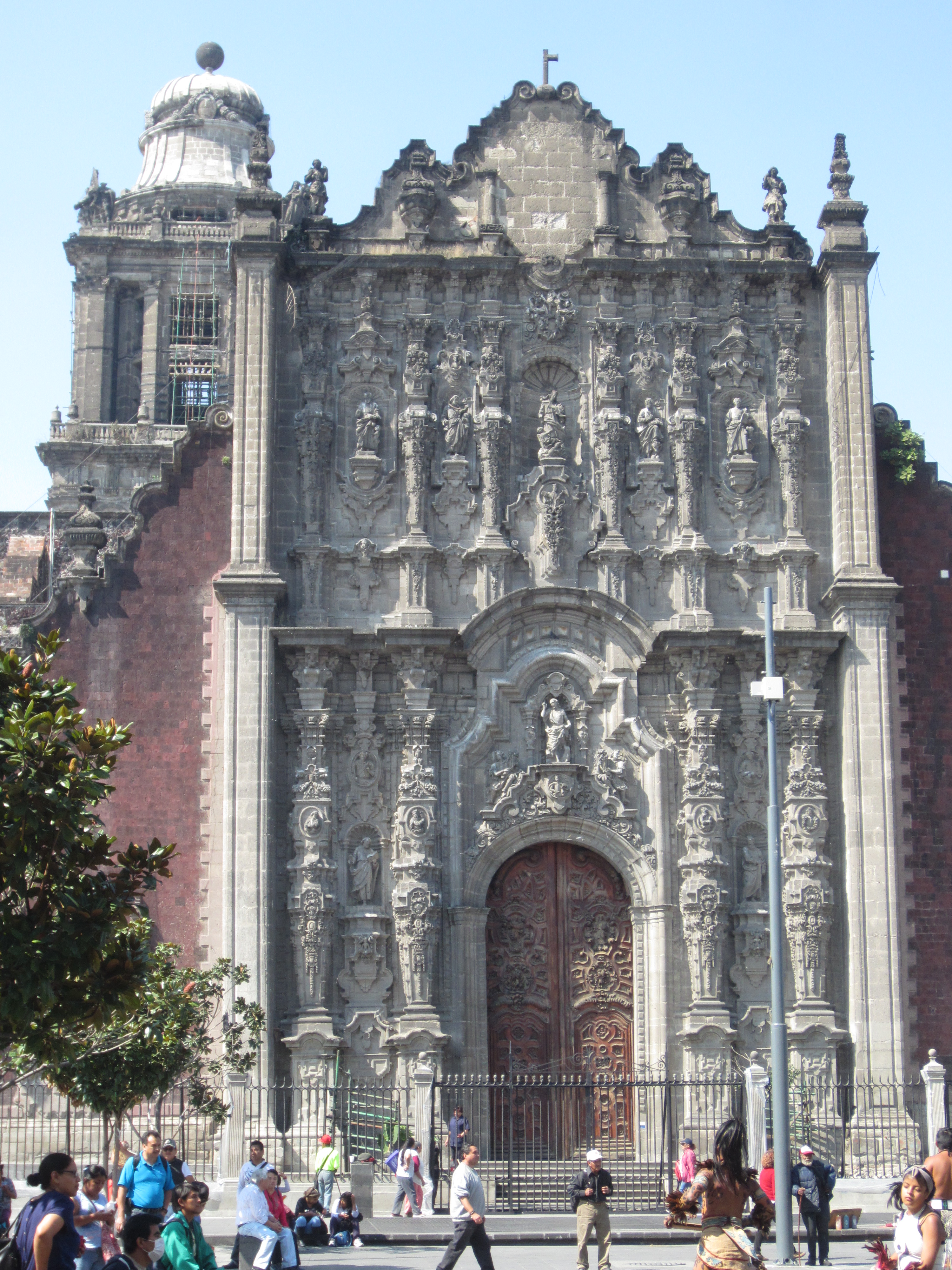
Fachada del Sagrario de la catedral Metropolitana de México (1749-1760)]

### Pedro de Arrieta

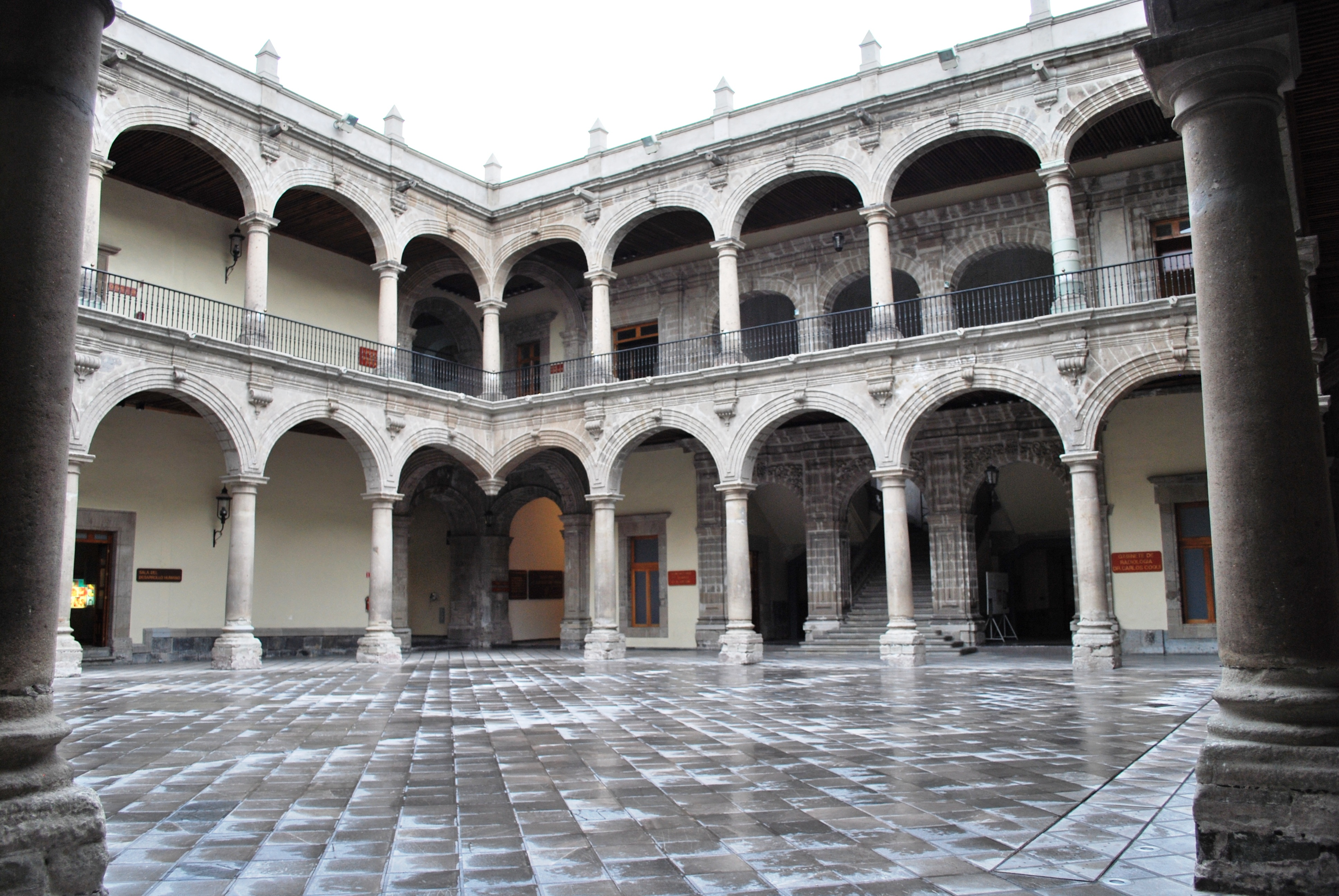
Patio del Palacio de la Santa Inquisición, obra de Pedro de Arrieta.

Pedro de Arrieta (n. Real de Minas de Pachuca ? – f. Ciudad de México; 1738), fue el principal arquitecto de la primera mitad del siglo XVIII. Aunque no se sabe con certeza si nació en América o Europa, desarrolló toda su labor en la Nueva España. En 1691 obtuvo el título de maestro y en 1720 fue ascendido a Maestro Major de la Cathedral y del Reyno. Fue también arquitecto de la Inquisición. Entre sus obras destacan:
- La colegiata de Guadalupe (1695-1709), más conocida como la antigua Basílica de Guadalupe, donde manifiesta su conocimiento de la arquitectura hispana, siendo una clara apelación al esquema de la basílica del Pilar de Zaragoza.
- Templo de Santa Teresa la Nueva (1701-1714)
- Puente de San Juan del Río en (Querétaro) (1711), conocido como el puente de la Historia
- Cúpula y torres de la parroquia de San Miguel (1714) (Pino Suárez, esquina con José María Izazaga)
- Iglesia de Santiago Tuxpan, en Michoacán (1716)
- Iglesia jesuítica de La Profesa (1714-1720), en la que enmarcó la portada entre dos fuertes machones laterales, la solución de fachada retablo.
- Templo y convento de Corpus Christi (1720-1724)
- Capilla de las ánimas de la catedral Metropolitana de la Ciudad de México (1721)
- Alhondiga de la Ciudad (1722) (destruida)
- Templo de Santo Domingo
- Antiguo Palacio del Tribunal del Santo Oficio de la Santa Inquisición (1733-1737), como maestro mayor de la Inquisición, su obra maestra en el campo de la arquitectura civil. Hoy es la sede del Museo de Medicina de México. En el patio suprimió el soporte de esquina, creando una solución similar a la del Diputación en Barcelona.
- Iglesia de la Asunción, en Apan
- Escalera grande del convento de San Francisco (destruida)
- Capilla del Hospital del Amor de Dios (destruida)

Obras de Pedro de Arrieta
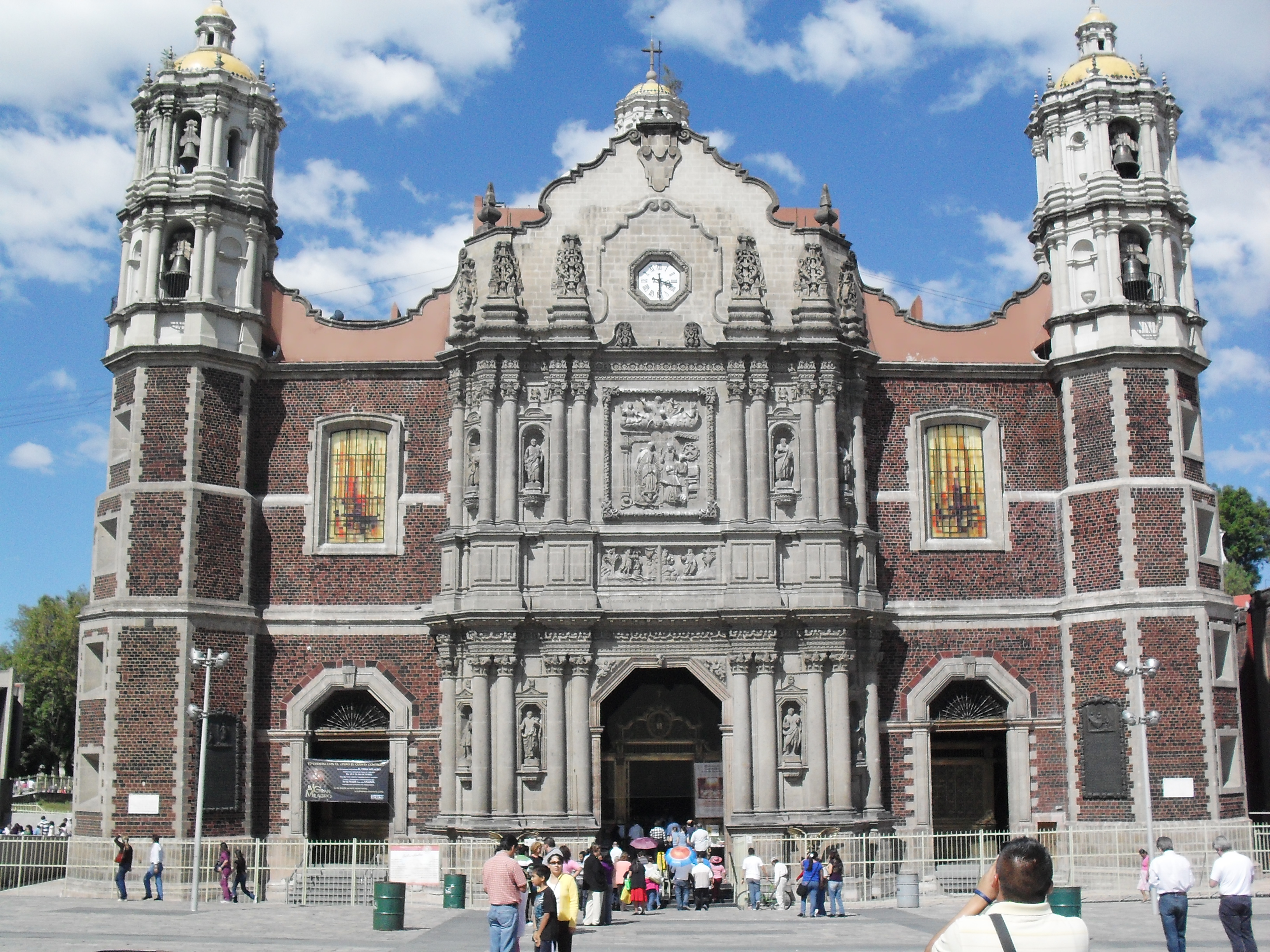
Colegiata de Guadalupe (1695-1709)
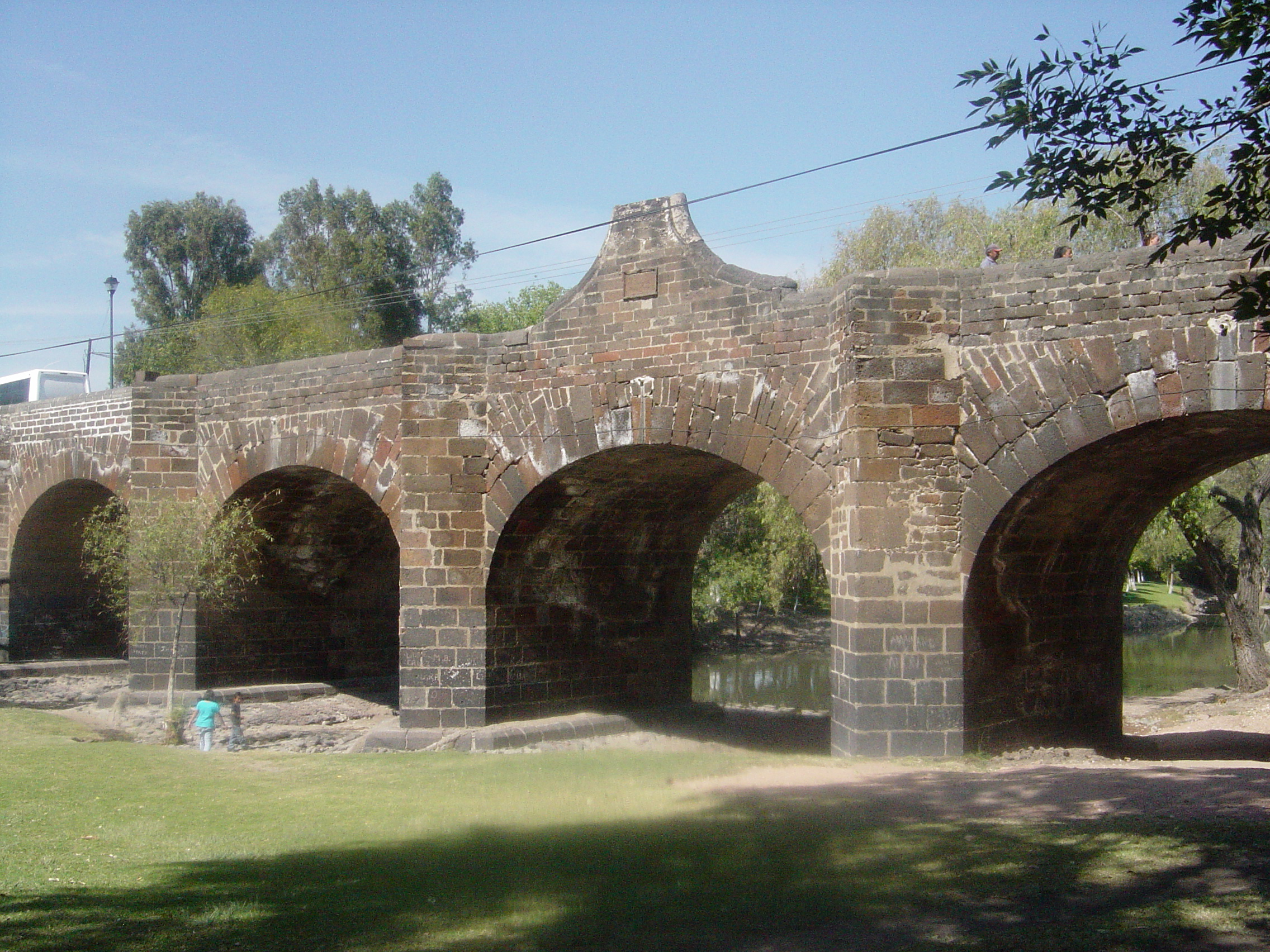
Puente de San Juan del Río (1711)
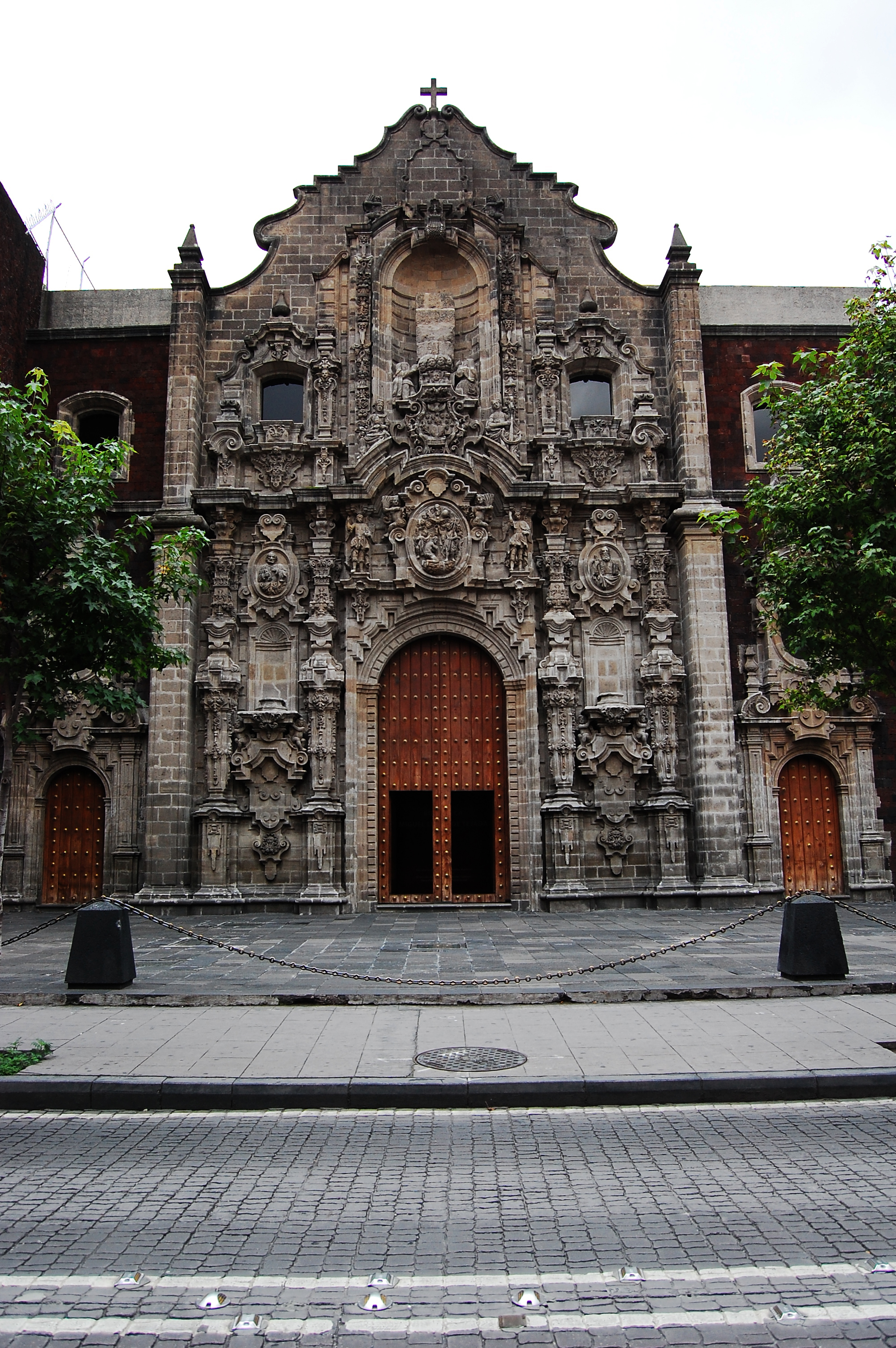
Templo de la Profesa (1714-1720)
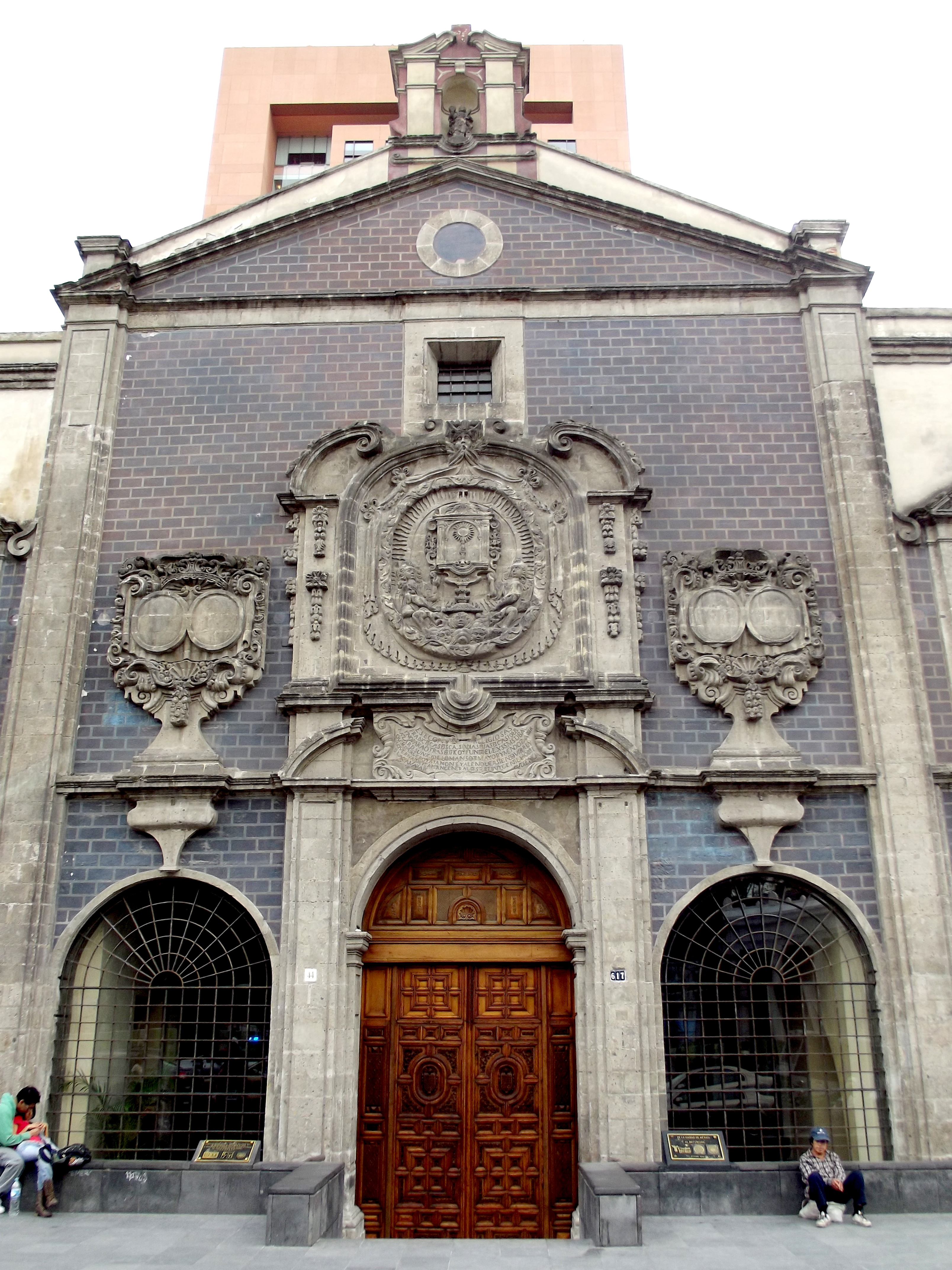
Ex Templo de Corpus Christi (1720-1724)
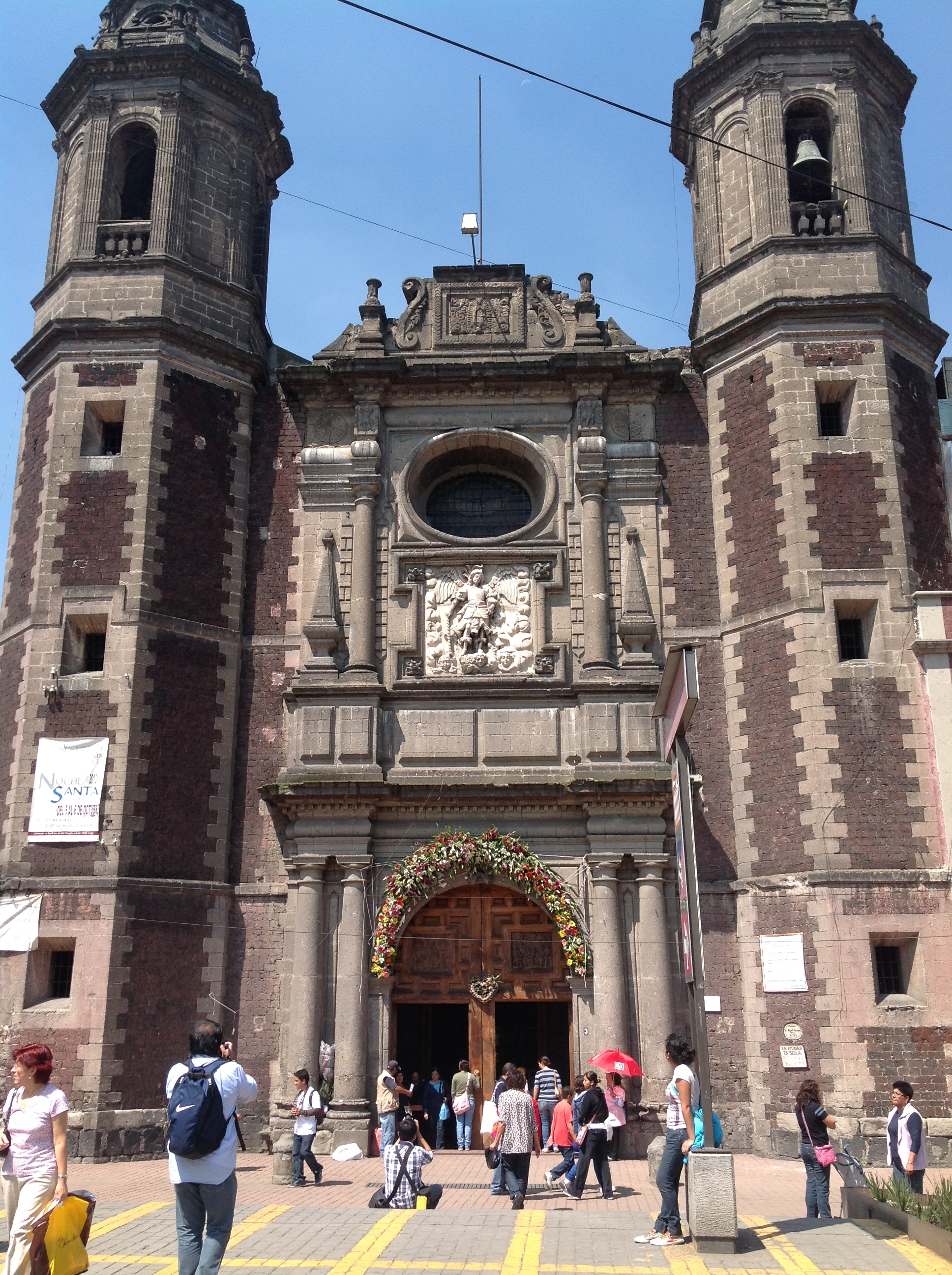
Parroquia de San Miguel Arcángel

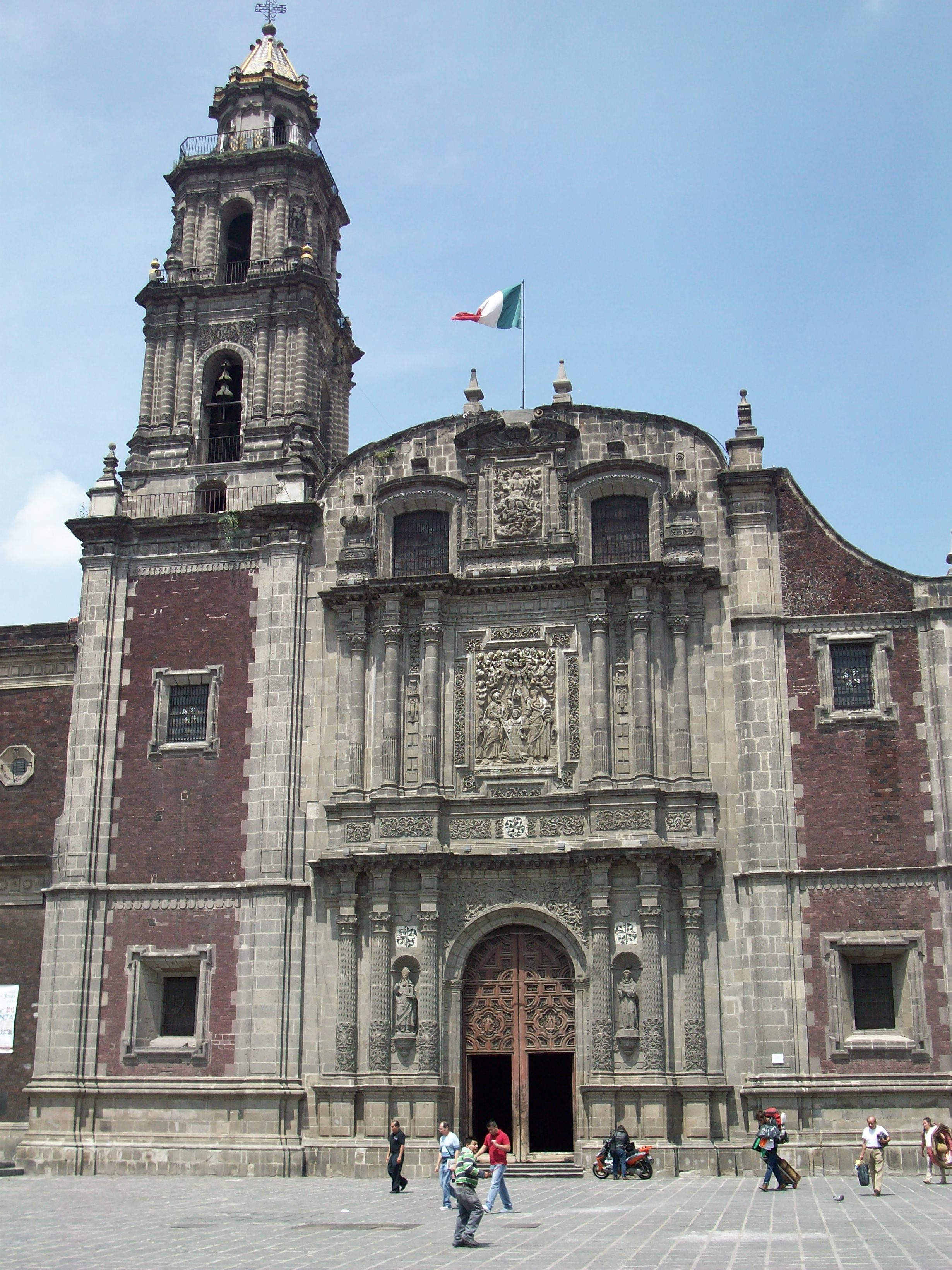
Templo de Santo Domingo
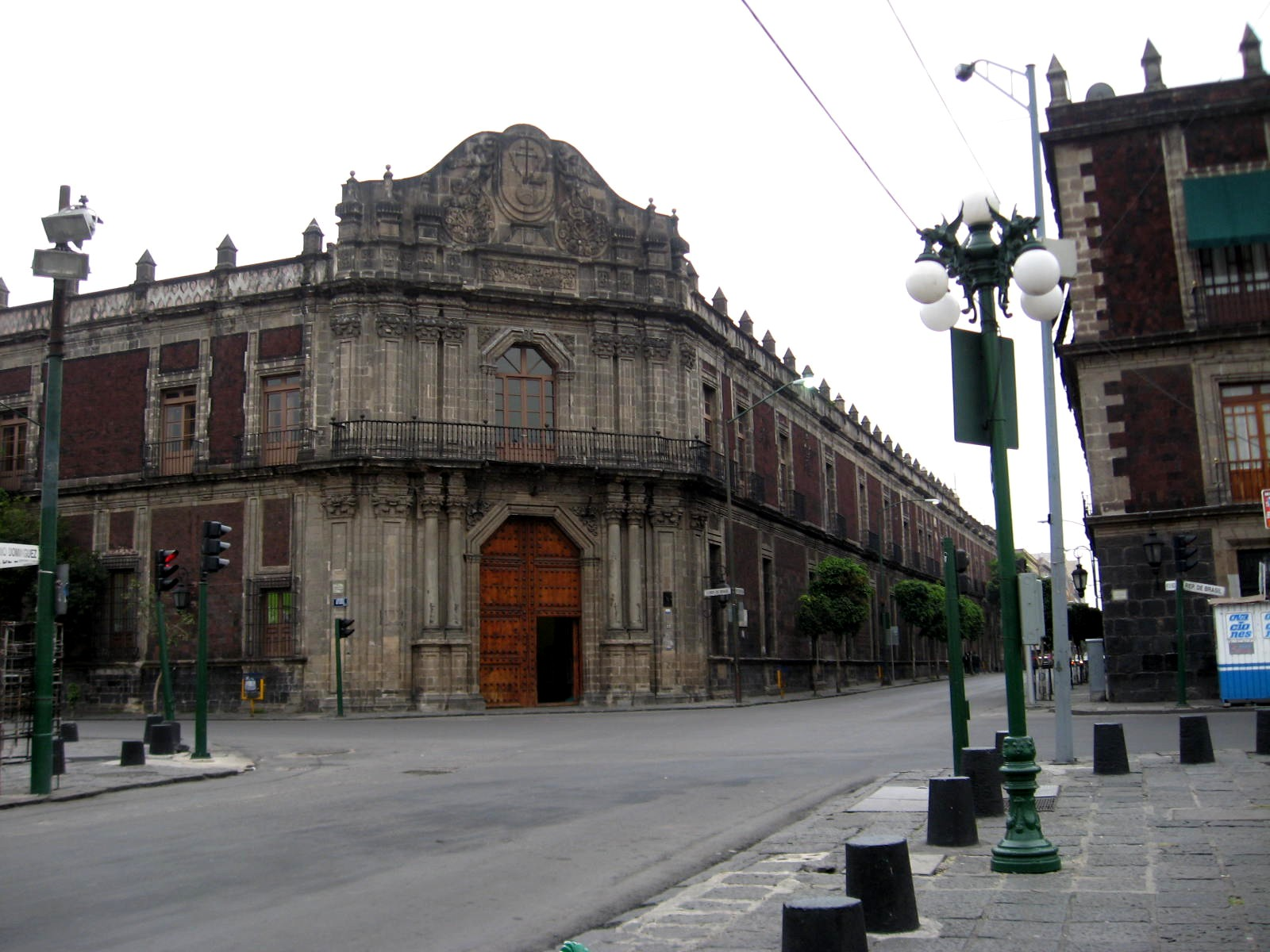
Palacio de la Santa Inquisición (1733-1737)
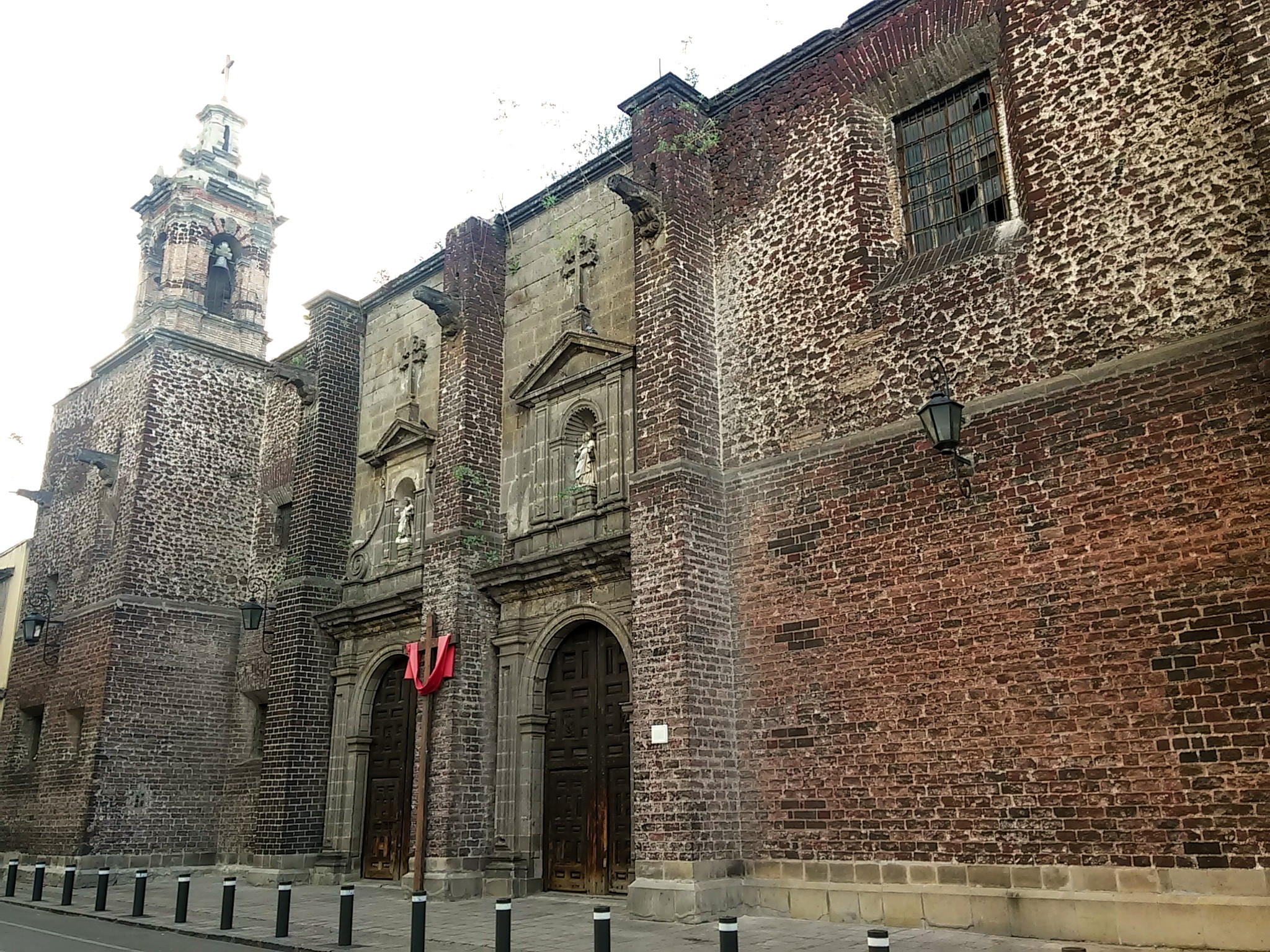
Templo de Santa Teresa la Nueva
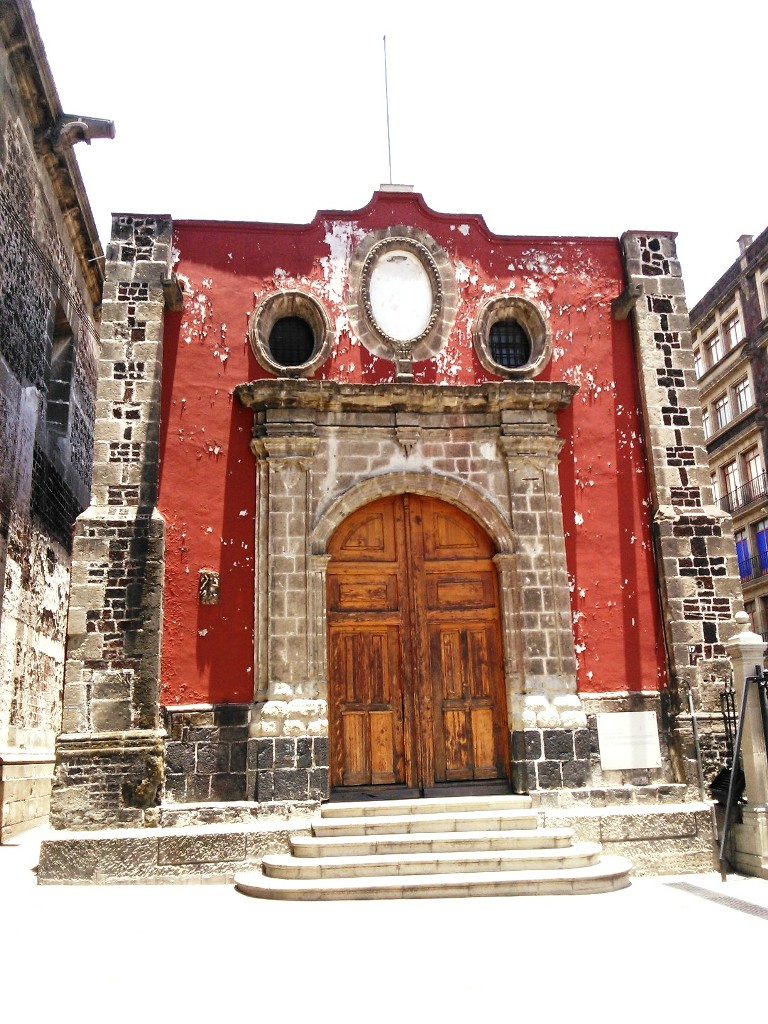
Capilla de Animas
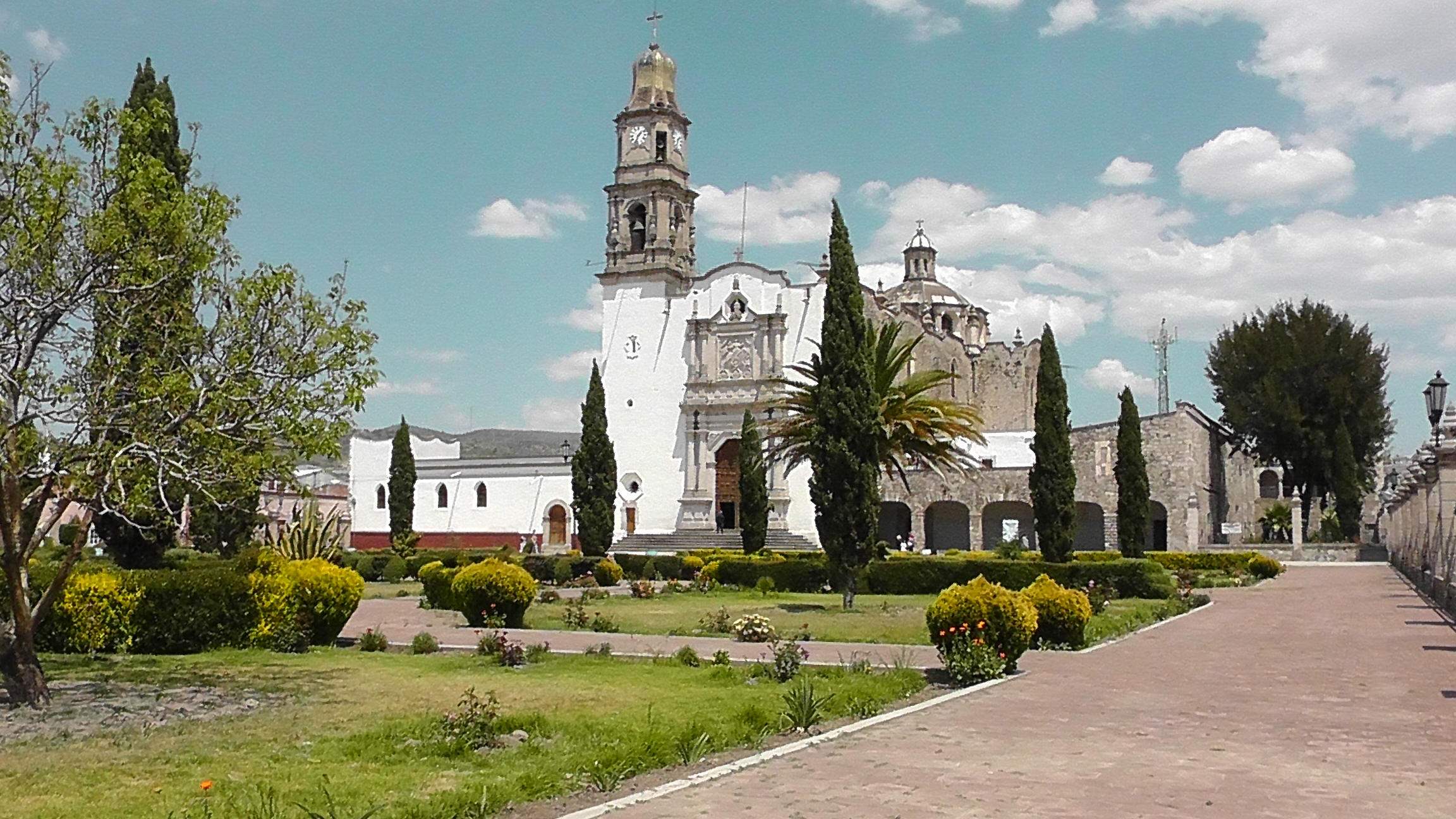
Iglesia de la asunción de Apan

### Miguel Custodio Durán

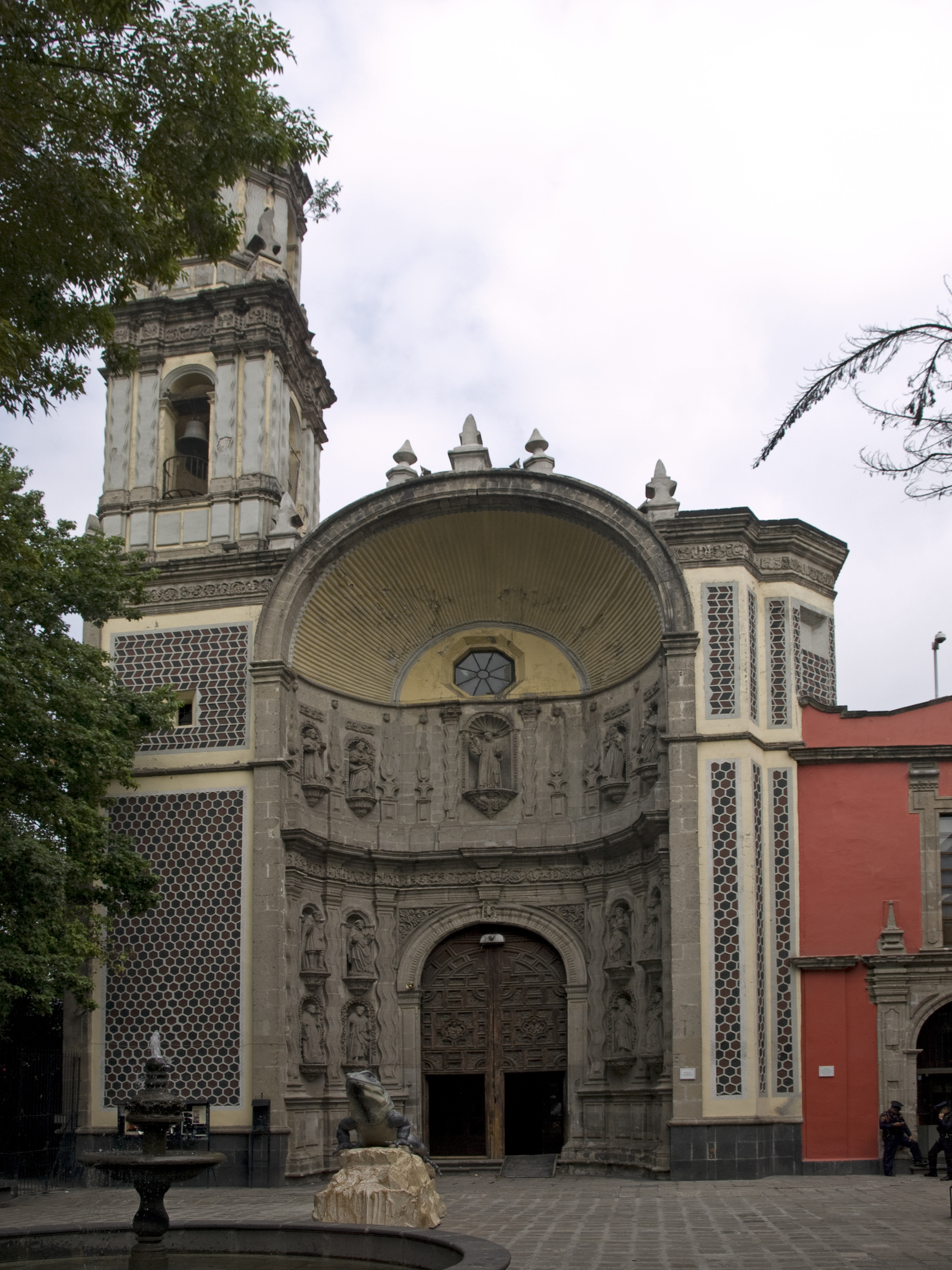
Fachada del templo de San Juan de Dios, obra de Miguel Custodio Durán.

El otro arquitecto destacado en la capital fue Miguel Custodio Durán (1680-1746), un novohispano nacido en la misma, autor de los templos de San Juan de Dios (1729), del monasterio de San Lázaro y de La Regina. En San Juan de Dios desarrolla la idea del retablo fachada incorporada a un muro hornacina, coronado con una gran venera. Esta idea tenía su antecedente en San Cristóbal de Mérida del Yucatán y será seguida en otras «portadas abocinadas» en el siglo XVIII, como en la Purísima Concepción de Zumpago de la Laguna.
En el monasterio utiliza columnas onduladas que acentúan el sentido de movimiento ascendente a la vez que enfatiza la vigencia de los nichos y la imagen de la portada-retablo.
Otros arquitectos novohispanos destacados fueron Juan Montero de Espinosa, Felipe de Urueña, Manuel Álvarez y el ingeniero militar español Luis Díez de Navarro

## Último barroco

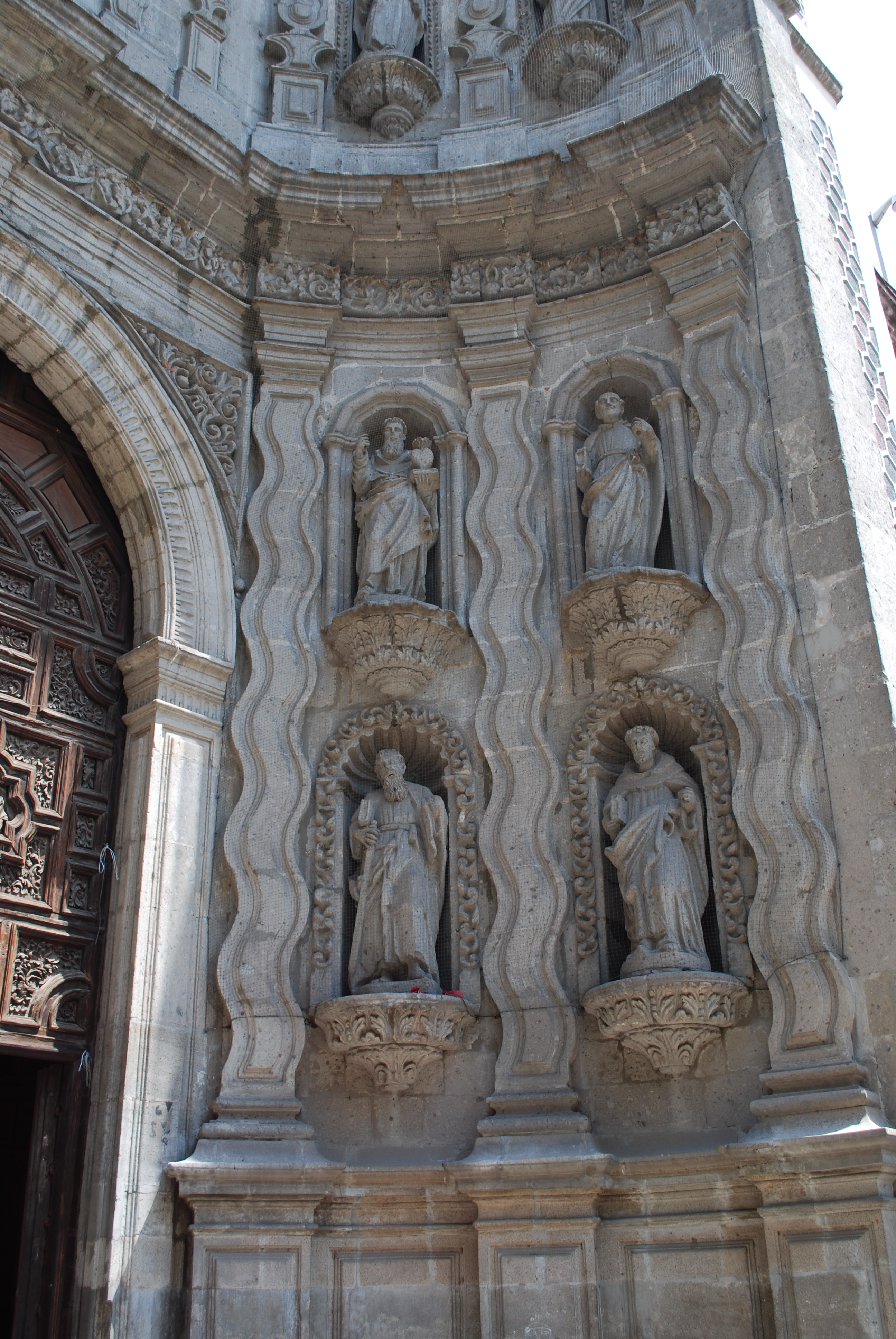
Detalle de las columnas onduladas y las hornacinas de San Juan de Dios, obra de Miguel Custodio Durán.

La fase última del barroco la representa el novohispano Francisco Guerrero y Torres (Villa de Guadalupe, 1727 - Ciudad de México, 1792), aprendiz de Lorenzo Rodríguez, el más notable cultivador del estilo dieciochesco en la capital, que tradujo el rococó galante a un lenguaje mexicano. Utilizó el arco mixtilineo, el vano poligonal y la columna cilíndrica clásica, innovando en el trazado de las plantas. Sus obras más notables, todas en la Ciudad de México, son:
- Palacio de los Condes de San Mateo de Valparaíso (1769-1772) (calle de Isabel la Católica, esquina con Venustiano Carranza)
- palacio de los marqueses del Jaral de Berrio (1779-1785), conocido como palacio de Iturbide (calle de Madero)
- palacio de los condes de Santiago Calimaya (1776-1779) ("Museo de la Ciudad de México", en la calle de Pino Suárez)
- El palacio de Don José de la Borda (calle de Madero y Bolívar)
- Las dos casas del Mayorazgo de Guerrero (calle de Moneda, en las dos esquinas con El Carmen)
- Aduana de Pulque, en la antigua entrada de la Ciudad (avenida Peralvillo, esquina con Reforma)
- Capilla del Pocito, en la Villa de Nuestra Señora de Guadalupe
- Iglesia dedicada a Nuestra Señora del Pilar, más conocida como La Enseñanza (calle de Donceles, n.º 102)

Obras de Francisco Guerrero y Torres
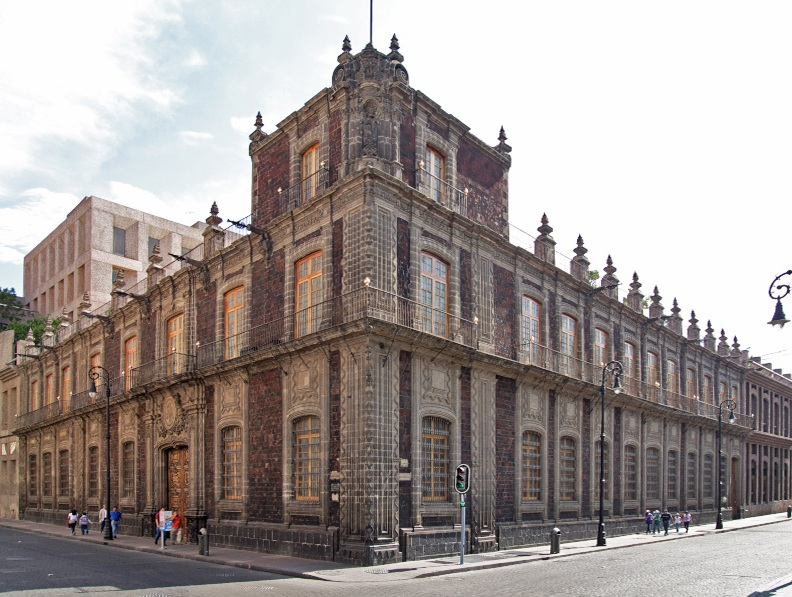
Palacio de los Condes de San Mateo de Valparaíso (1769-1772)
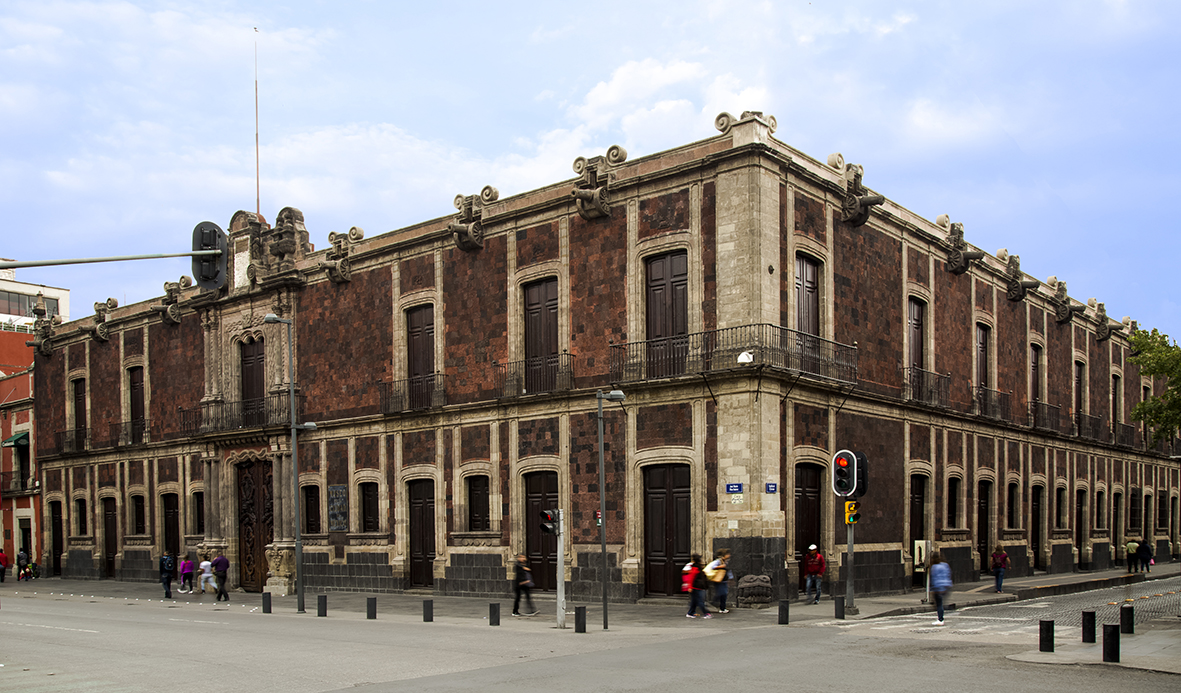
Palacio de los condes de Santiago Calimaya (1776-1779)
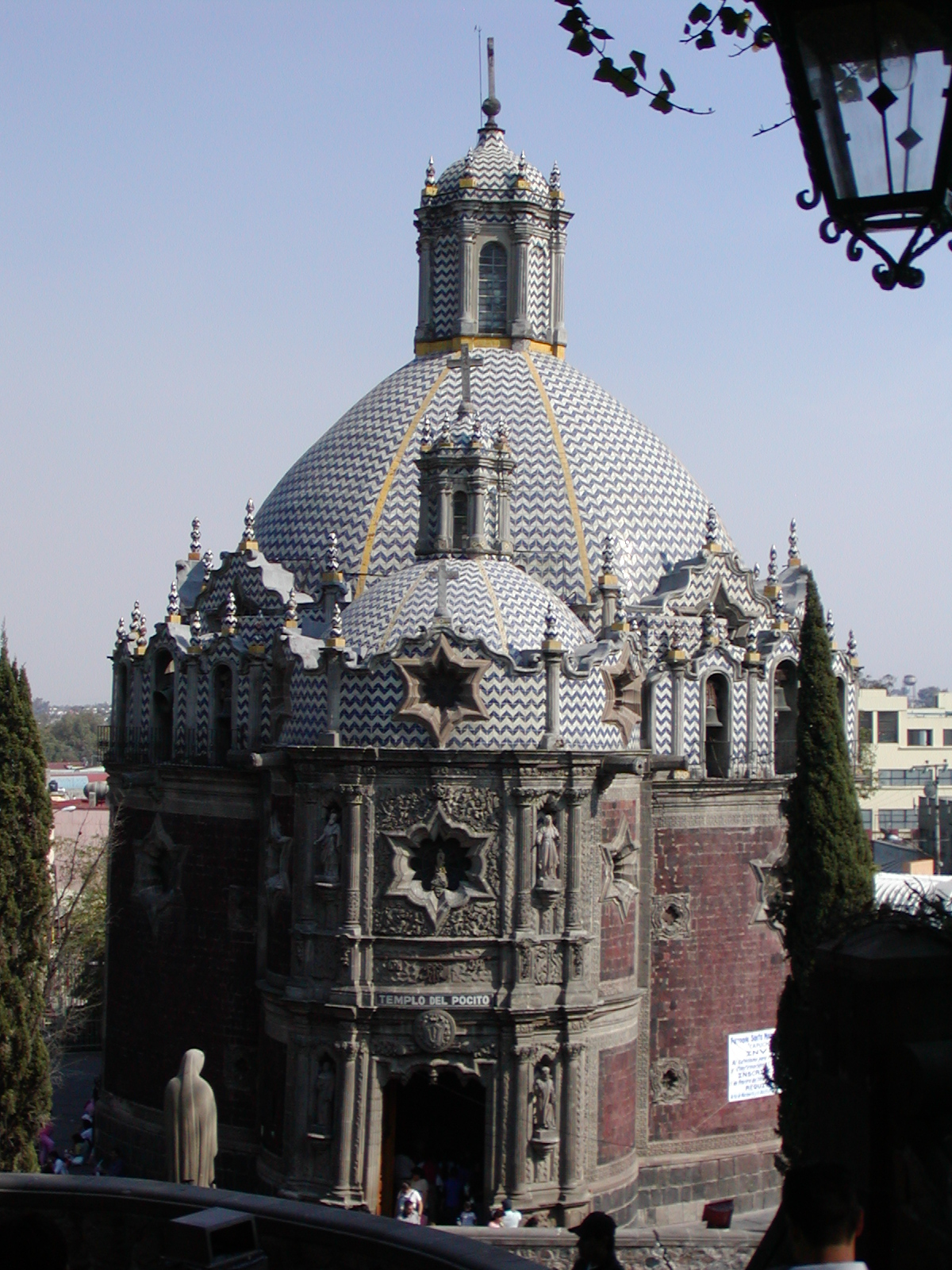
Capilla del Pocito (1777-1791)
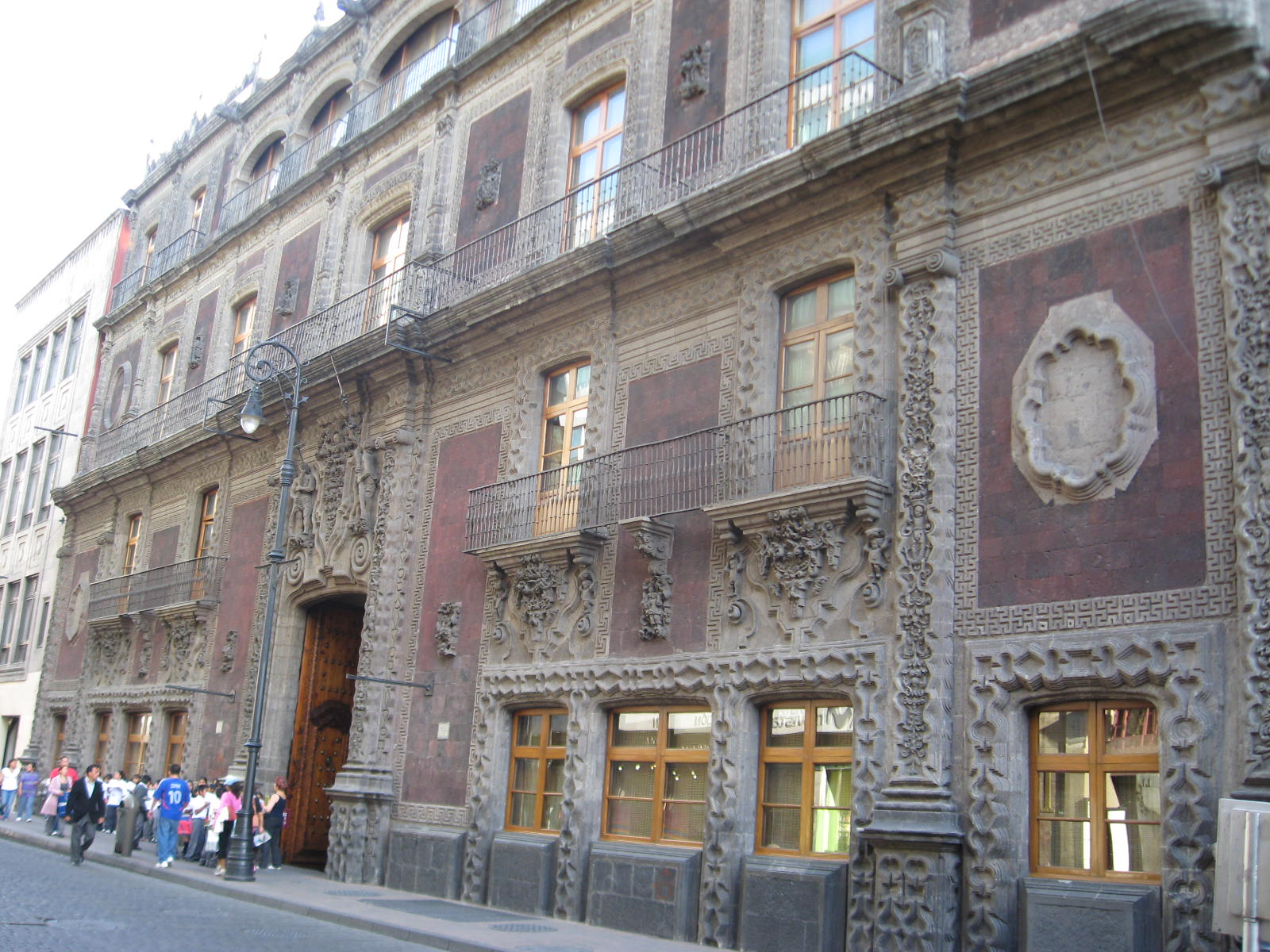
Palacio de los marqueses del Jaral de Berrio (1779-1785)
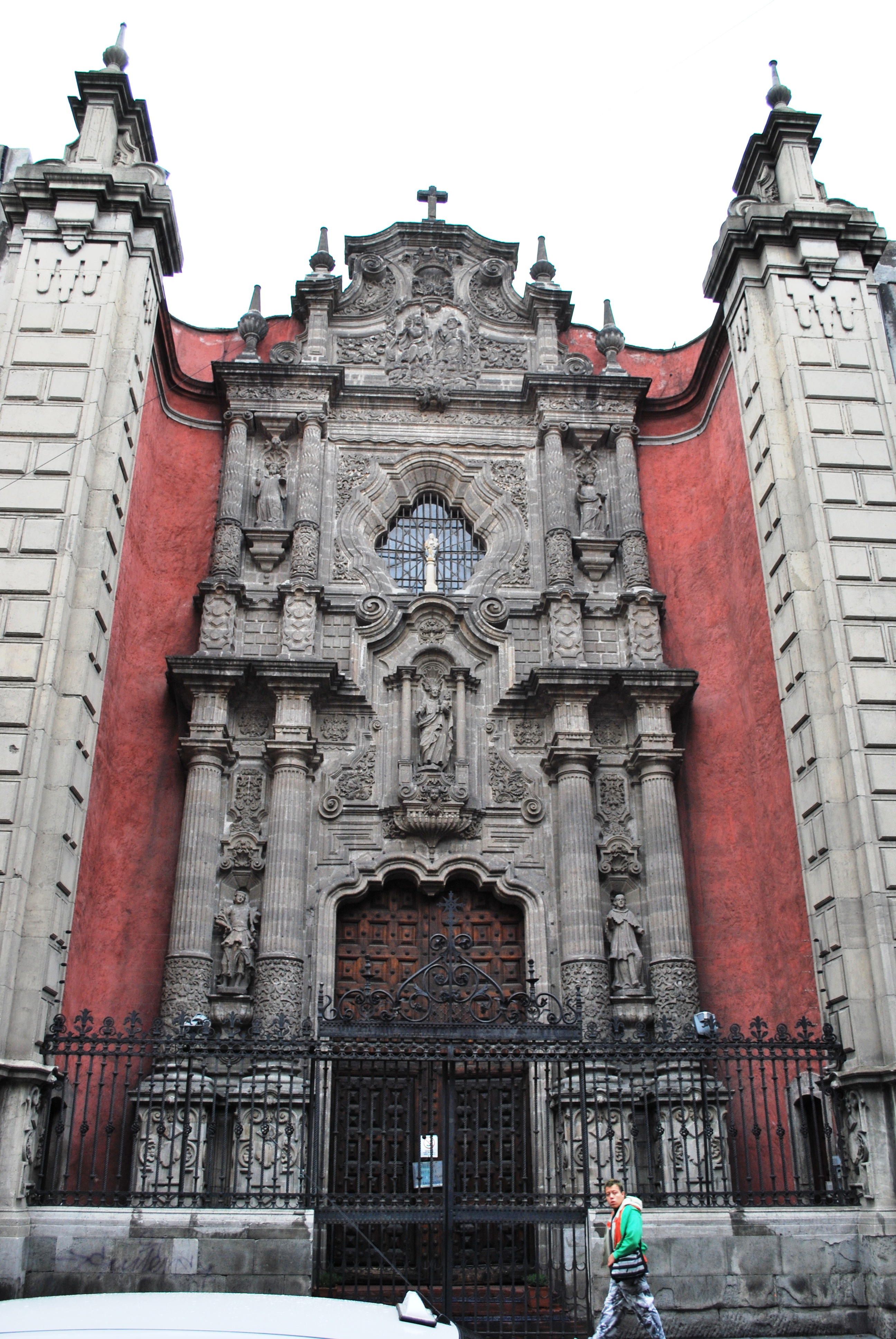
Fachada del templo de La Enseñanza rehecho en 1912 conforme al original)

## Anexo: obras del barroco novohispano
Las principales obras del barroco novohispano en suelo mexicano son:
- en la Ciudad de México, la catedral Metropolitana, con su Altar de los Reyes, y las portadas del Sagrario que está anexo a la misma, así como la biblioteca Miguel Lerdo de Tejada, la Capilla de Balvanera en el templo de San Francisco el Grande, la iglesia de la Santísima Trinidad y las portadas de la iglesia de la Santa Veracruz y del Antiguo Colegio de San Ildefonso;
- en el estado de Puebla, la iglesia de Santa María Tonantzintla y la fachada del Templo de San Francisco y la capilla del Rosario en la iglesia de Santo Domingo, en la ciudad de Puebla. Puebla, donde la abundancia de baldosas pintadas a mano y piedra local gris llevaron a una evolución muy personal y localizada del estilo, con un pronunciado sabor indígena, es la verdadera capital del barroco novohispano;
- en el estado de México, la fachada y el retablo principal del templo de San Francisco Javier, actual Museo Nacional del Virreinato, Tepotzotlán, considerados de las obras barrocas churriguerescas más importantes llevadas a cabo por los jesuitas en la Nueva España;
- en el estado de Oaxaca, la fachada del templo de San Francisco y el convento y el templo de Santo Domingo de Guzmán de Oaxaca;
- en el estado de Zacatecas, la catedral Basílica de Zacatecas;
- en el estado de San Luis Potosí, el Templo del Carmen;
- en el estado de Aguascalientes, el templo de Guadalupe y el templo del Señor de El Encino;
- en el estado de Guerrero, la iglesia de Santa Prisca, en Taxco;
- en la ciudad de Guanajuato, la iglesia de la Compañía, la iglesia de San Cayetano y la iglesia de San Diego y la Parroquia Antigua en Salamanca;
- en el estado de Hidalgo, la parroquia de San Miguel en Atitalaquia;
- en el estado de Tlaxcala, la Basílica de Ocotlán (comenzada en 1745), una catedral barroca de primer orden, cuya superficie está cubierta de baldosas rojas brillantes, que contrastan con la plétora de ornamentos comprimidos aplicados generosamente en la portada y los flancos de las torres;
- en el estado de Durango,  la casa del Conde de Suchil en Victoria de Durango por ser uno de los pocos ejemplos de estilo churrigueresco civil en el país.

En Centroamérica, son ejemplos los siguientes edificios:
- En Guatemala:
  - en el departamento de Sacatepéquez, en Antigua Guatemala la catedral de San Josè, la Iglesia del Carmen, la Iglesia de San Francisco y la antigua universidad de Guatemala;
  - en el departamento de Chiquimula, en la ciudad de Esquipulas, la catedral basílica de Esquipulas;

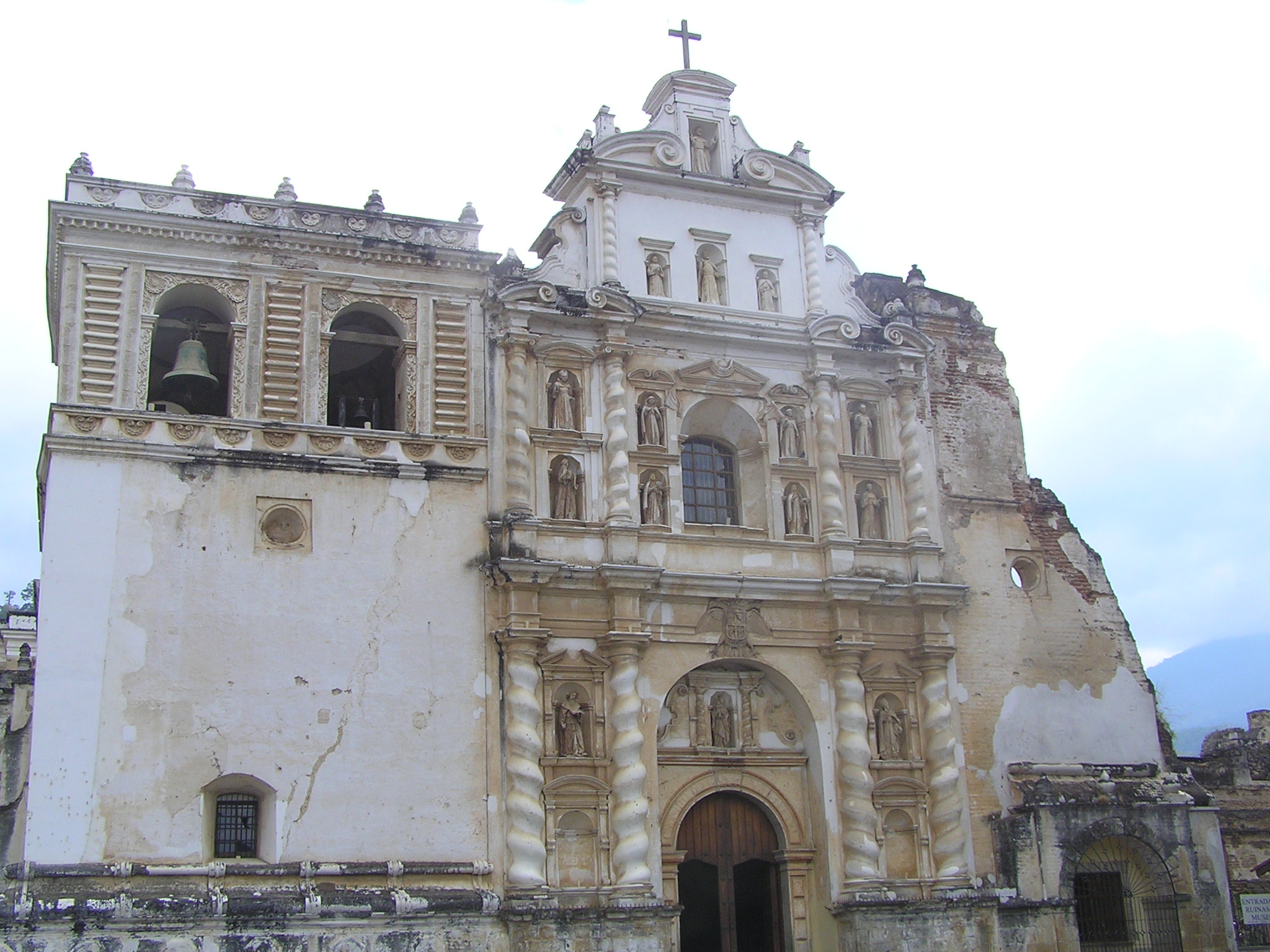
Iglesia de San Francisco en la Antigua Guatemala
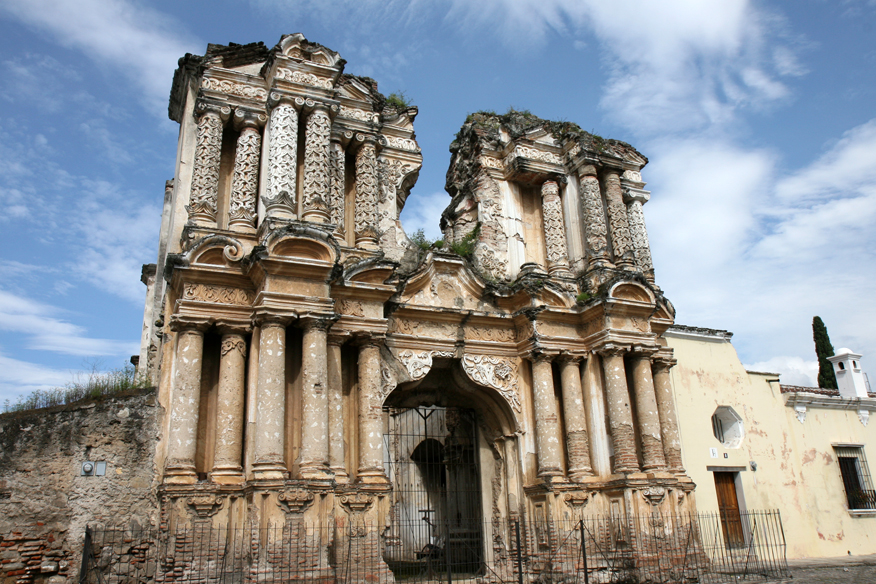
Iglesia_de_Nuestra_Señora_del_Carmen_(Antigua_Guatemala)
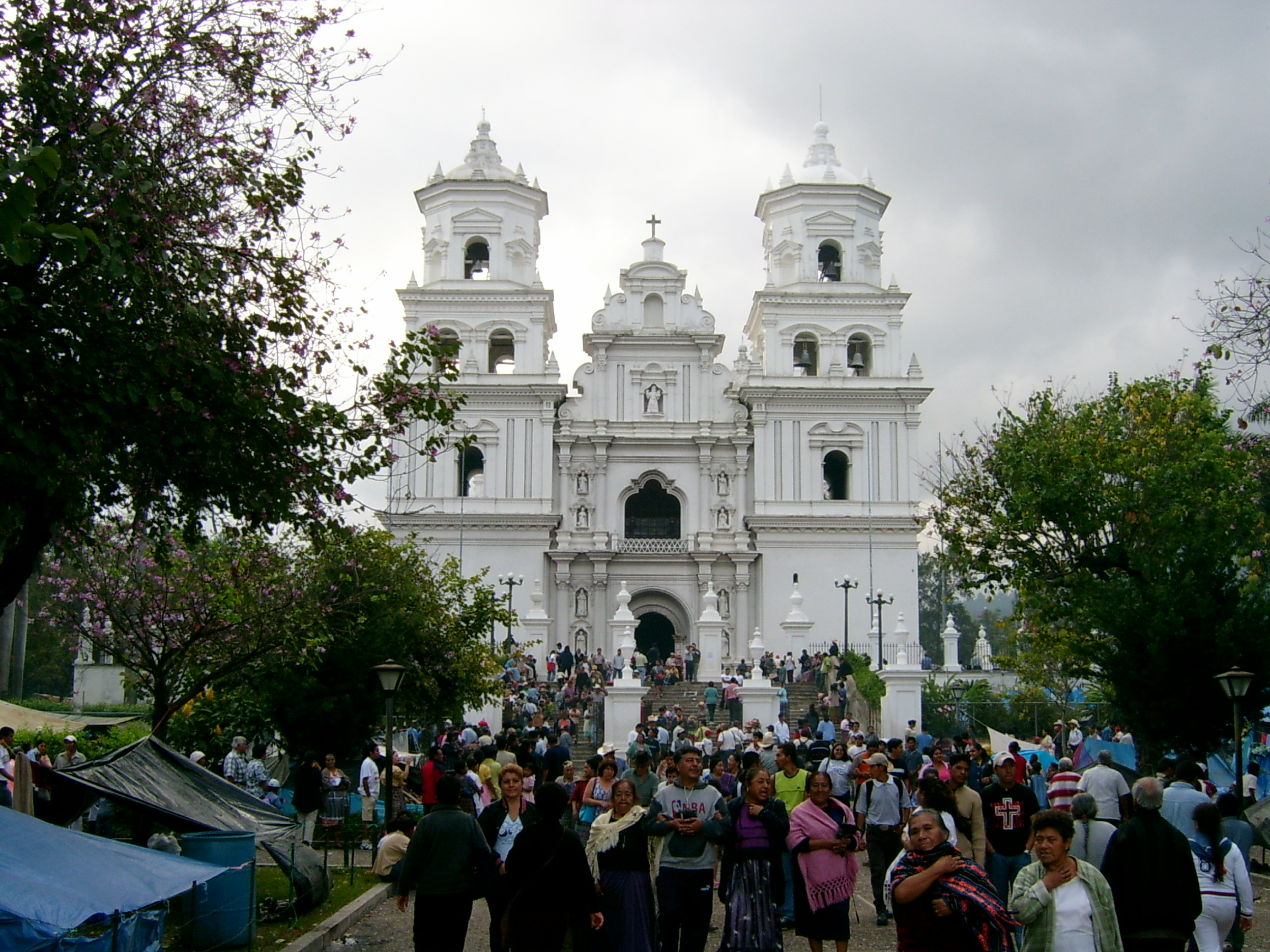
catedral basílica de Esquipulas (1740-1759)

- En Honduras:
  - en el departamento de Comayagua, la catedral de la Inmaculada Concepción  (3.ª fase, 1705-1711) en Comayagua;
  - en el departamento de Francisco Morazán, la catedral de San Miguel Arcángel y la Iglesia de Santa María de los dolores;
  - en el departamento de Lempira, la Iglesia de San Manuel de colohete, la Iglesia de la Merced, y la antigua sede de la real audiencia de los confines;
  - en el departamento de Copán tenemos la Catedral de Santa Rosa;

- En El Salvador:
  - en el departamento de Santa Ana, en Metapán, la Iglesia de San Pedro Apóstol (1736-1743);

- En Nicaragua:
  - en el departamento de León, en la ciudad de León, la Catedral de León, la iglesia de Iglesia de La Recolección, y el Santuario Diocesano de Nuestra Señora de la Merced